# 17º Stormo incursori
Il 17º Stormo incursori è il reparto di incursori (Tier 1) dell'Aeronautica Militare,  nonché unità militare per operazioni speciali - SOF/Special Operations Forces -  di rilievo Internazionale.
Costituita nel 2003 come Reparto incursori dell'Aeronautica Militare (RIAM), ma che ha assunto l'attuale denominazione (17° Stormo) l'8 aprile 2008. 
Trae le proprie origini dagli Arditi distruttori della Regia Aeronautica (ADRA), reparto operante nella seconda guerra mondiale, soprattutto in Africa settentrionale, da cui ha ereditato anche il "basco color sabbia" e il pugnale/daga da combattimento "Adra Ordinanza".
L'attuale denominazione del reparto deriva invece dal disciolto "17º stormo intercettori teleguidati" e il proprio motto dal 17º Gruppo caccia.
Il 17º Stormo incursori, inquadrato nella 1ª Brigata aerea "operazioni speciali", fa parte delle forze speciali italiane (TIER 1), sotto il comando operativo del Comando interforze per le operazioni delle forze speciali (COFS).

## Storia

Stemma della 1^ BAOS

### Gli Arditi della Regia Aeronautica
Nel febbraio 1937 fu ufficialmente conferita alla Regia Aeronautica la responsabilità di approntare Scuole di Paracadutismo. Il 20 marzo 1938, all'aeroporto di Castel Benito, con la collaborazione del colonnello Stefano Cagna già trasvolatore atlantico e comandante dell'aeroporto, si inaugurerà ufficialmente la scuola di paracadutismo denominata "Campo scuola paracadutisti della Libia", e i primi allievi furono gli Àscari libici. Con decreto del Governatore datato 24 marzo sarà il primo reparto coloniale di questa specialità al mondo. Il colonnello pilota Prospero Freri, già pioniere del paracadutismo italiano e ideatore nel 1926 del paracadute Salvator e della Motobomba FFF, richiamato dall'Italia, sarà il responsabile della formazione degli ufficiali istruttori. Al comando della nuova truppa coloniale verrà posto il tenente colonnello del Genio Goffredo Tonini, Medaglia d'oro al valor militare. Il 22 marzo 1938 Italo Balbo governatore della Libia, tenne a battesimo il Battaglione Allievi Fanti dell'Aria, comandato da Goffredo Tonini, di Rimini, la cui istruzione era stata curata personalmente da Prospero Freri, chiamato a Tripoli da Italo Balbo, in dieci giorni. Per i lanci furono utilizzati il trimotore Savoia-Marchetti S.M.81 e il paracadute Salvator D.30.
Nel 1939 fu fondata a Tarquinia la prima scuola di paracadutismo militare sul territorio nazionale; di piccole dimensioni, la scuola divenne in brevissimo tempo un mito. Il Comandante, colonnello pilota Giuseppe Baudoin de Gillette, fece "rapire", dalla piazza d'Armi di Villa Glori una torre d'ardimento di circa 60 metri. Chiese e ottenne tre Caproni Ca.133 e paracadute Salvator D39.
Intanto in Libia, a Castel Benito, dopo un lancio di trecento paracadutisti libici, era costituito il Reggimento paracadutisti "Fanti dell'aria" formato da due battaglioni. Nel 1940, luglio, a Tarquinia iniziarono i lanci, ma quattro morti funestarono quei giorni e i lanci furono sospesi. Le selezioni divennero più rigide e il 60% dei candidati allievi paracadutisti fu scartato e scartato anche l'utilizzo del Salvator D39, furono brevettati paracadutisti, in media, un allievo su dodici frequentatori iniziali.
In Libia cominciava intanto il reclutamento di volontari per formare un Battaglione Nazionale di Fanti dell'Aria, articolato su 5 compagnie, al comando del maggiore Arturo Calascibetta. Tra i volontari vi fu anche Carlo Maria Milani, poi istruttore a Tarquinia, Viterbo e Tradate. Allo scoppio della seconda guerra mondiale in Libia vi erano 500 paracadutisti àscari e 300 nazionali. I paracadutisti ebbero a terra il battesimo del fuoco nel gennaio 1941; i paracadutisti italiani e libici si batterono con "inusitato valore": i battaglioni paracadutisti, i due libici e quello italiano, sono riuniti costituendo il gruppo mobile "Tonini", e inviati nella Piana di El Fteah, presso l'aeroporto, per difendere l'accesso alla città di Derna. Il 15 gennaio 1941 ha inizio l'attacco inglese con tiro di artiglieria, incursioni aeree seguite da penetrazioni con mezzi delle colonne corazzate del generale inglese Richard O'Connor. Il gruppo "Tonini" difese la posizione di El Fteah fino al 25 gennaio 1941, quando fu investito da un violento attacco della 6ª Divisione di fanteria australiana e costretto a cedere terreno, venendo successivamente raggiunto e disperso dalle unità motorizzate inglesi. I superstiti del gruppo "Tonini" saranno in tutto 148 uomini tra ufficiali, sottufficiali e àscari. I superstiti assegnati al Raggruppamento "Pasquali", dopo aver raggiunto Bengasi, parteciperanno alla Battaglia di Beda Fomm, per poi riparare a Bengasi. Il reparto coloniale verrà sciolto pochi mesi dopo, mentre parte del battaglione nazionale di arditi andrà a formare i primi nuclei della 185ª Divisione paracadutisti "Folgore".
Il Reggimento d'assalto
Nella primavera del 1942, presso i comandi militari italiani, una parte dell'attività era dedicata all'approntamento dell'Operazione C3, nome in codice del piano per l'occupazione di Malta. Nel 1942 nacque dunque il 1º Reggimento d'assalto della R.A. "Amedeo d'Aosta", destinato a rendere famosi i reparti d'assalto dell'Aeronautica. L'isola di Malta costituiva una vera e propria spina nel fianco per il nostro traffico marittimo da e per l'Africa, con notevoli implicazioni sul flusso di rifornimenti alle nostre truppe nello scacchiere libico-egiziano. Lo Stato Maggiore dell'Aeronautica riteneva di dover estendere la diretta partecipazione della forza armata anche alle fasi dell'aviosbarco, mediante l'impiego di personale specializzato che doveva assolvere i seguenti compiti:
- Concorrere con reparti paracadutisti alla conquista degli aeroporti di Malta, presidiarli e conservarne il possesso per la successiva utilizzazione.
- Provvedere a rimettere in funzione aeroporti ed attrezzature aeroportuali, per mantenere e garantirne l'agibilità tecnico-operativa nelle successive fasi di afflusso.
- Partecipare alle varie fasi di attacco delle posizioni nemiche, collaborando con i reparti paracadutisti italiani e tedeschi impegnati nella fase preliminare dell'Operazione C3. Da questi presupposti d'impiego, nasceva l'idea di costituire quattro reparti speciali:

I° Battaglione d'assalto paracadutisti:
Costituito ufficialmente a Tarquinia, presso la scuola paracadutisti, il 12 maggio 1942, preposto allo svolgimento dei compiti 1 e 3. Aveva una consistenza organica di circa 350 uomini ed arrivò ben presto ad un alto livello addestrativo per quanto riguardava la preparazione lancistica, integrata poi, presso la Scuola del genio dell'Esercito Italiano di Civitavecchia, da corsi di specializzazione per guastatori, trasmettitori, cacciatori di carri.
Battaglione "riattatori" Loreto:
costituito all'Aeroporto di Cameri (Novara) il 10 giugno 1942, era preposto all'adempimento del compito numero 2 mediante aviotrasporto su alianti, non essendo paracadutisti, e, in parte, anche al numero 1. Aveva una consistenza organica doppia rispetto al I° Battaglione. Al 10 febbraio 1943 il Loreto, al comando del Ten. Col. Pil. SPE Guido Scovenna (proveniente dal 7° Stormo), contava una forza complessiva di 820 uomini, ossia 29 ufficiali, 57 sottufficiali e 734 militari di truppa, quindi leggermente al di sotto dell’organico, previsto in 31 ufficiali, 63 sottufficiali e 760 militari di truppa.
Nello stesso mese di febbraio, la 1ª e la 2ª compagnia, con parte degli ufficiali della 3ª e della 4ª, furono trasferite in Tunisia, dove furono riunite ai resti del 1º Battaglione Paracadutisti della Regia Aeronautica, già sul posto da novembre. L'Operazione C3, però, prevista per la fine di giugno-primi di luglio, dapprima fu rinviata per poi sfumare definitivamente. Il I° Battaglione era trasferito ad Arezzo, sul locale aeroporto, mentre il Loreto, in novembre, era stanziato in Sicilia, a Marsala. Nei primi giorni di novembre, i due battaglioni erano assemblati nel Reggimento d'assalto "Amedeo d'Aosta", ma si trattava, in realtà, di una formazione solo sulla carta, perché il reggimento non avrebbe mai visto riuniti al completo i suoi quattro reparti. 
I° NAVSM (Nucleo Addestramento Volo Senza Motore):
Il Nucleo Aliantisti da sbarco e d'assalto, a Cameri e poi da fine aprile '43 all'aeroporto di Bergamo-Orio al Serio, con duecento allievi piloti, fu costituito da 20 alianti DFS 230 (180 soldati equipaggiati trasportabili), quattro Gotha Go 242 (84 trasportabili) e due prototipi di Aeronautica Lombarda AL.12P, MM508 da trasporto e MM509 da assalto (28 soldati trasportabili): trainati da IMAM Ro.41, IMAM Ro.37 e Breda Ba.28, Caproni Ca.100, Caproni Ca.111 e Caproni Ca.133, Breda Ba.25, Fiat CR.42, e, per gli alianti più pesanti, il Savoia-Marchetti S.M.81. Il comando fu affidato al tenente colonnello pilota Adolfo Contoli.
Alla data del 17 marzo 1943, comandante del Reggimento era il Ten. Col. Donatello Gabbrielli – già comandante del 36° Stormo – e l'aiutante maggiore il Cap. AArs Rosoleo Manici (sino al 1930 tenente di Artiglieria nell'Esercito); gli uffici materiale e personale erano affidati rispettivamente al Ten. Pil. Carmelo Samperisi e al Ten. AArs Roberto Perticucci, mentre il comandante del Nucleo Deposito era il Cap. AArs Ciro Alessi. Il Loreto, comandato dal Magg. Dal Masso, era strutturato su quattro compagnie, delle quali la 1^ e la 2^, fucilieri, provenienti dal Loreto “originale”, la 3^ e la 4^, mitraglieri, costituite da Personale della 5ª Squadra aerea: contava nove ufficiali (di cui uno medico), ventuno sottufficiali e 389 militari di truppa, dotati di 16 mitragliatrici cal. 8 (10 Fiat Mod. 14/35 e 6 Breda-SAFAT), 30 Beretta MAB 38A fucili mitragliatori, 450 moschetti Carcano Mod. 91 e 1926 bombe a mano; il Battaglione Paracadutisti (Cap. A. Molino) contava invece sette ufficiali (uno medico), undici sottufficiali, 196 paracadutisti in due compagnie fucilieri e 119 avieri della 5ª Squadra aerea in una compagnia mitraglieri, con 12 mitragliatrici Fiat cal. 8, 12 fucili mitragliatori, 196 moschetti ’91 e 2532 bombe a mano. All’inizio di aprile, il Reggimento fu ulteriormente rafforzato, contando in totale 49 ufficiali, 85 sottufficiali (parte dei bersaglieri) e 1545 militari di truppa, con un armamento che comprendeva anche alcune mitragliere Breda 20/65 Mod. 1935.
Prima dell'armistizio presso Gebel Abiod, infatti, questo gruppo combatté a lungo contro le forze alleate, senza abbandonare mai la posizione. Dopo essersi paracadutati presso Philippeville (Algeria) e dopo una marcia forzata, il ponte di Beni Mansur, dal quale dovevano passare alcune truppe anglo-americane, è fatto saltare e distruggere da altri parà del X Reggimento del Regio Esercito, comandati dal tenente Giovanni De Totto. Successivamente si infiltrarono nel vicino campo d'aviazione e innescarono cariche esplosive italiane e tedesche. Dovevano recarsi nei pressi di El Carruba, ma nessuno arrivò per imbarcarsi e tornare in Italia. Così riportò allora il comando, che li imprigionò, allo stato maggiore della Royal Air Force:
(Trasmesso dal Comando-Philippeville della R.A.F.)
Affermazioni, queste, che cancellano l'esistenza, scomoda per gli inglesi, degli ADRA, che all'8 settembre, nella realtà storica, furono già costituiti e operanti, almeno dall'inizio dell'anno. Il 1º luglio 1943 il 1º Reggimento d'assalto "Amedeo d'Aosta" fu posto in posizione quadro.

#### Battaglione Arditi Distruttori Regia Aeronautica
L'Aeronautica aveva, invero, allestito un terzo battaglione, denominato ADRA, impostato nel 1942 a Tarquinia, il cui comando fu affidato al Cap. par. Araldo De Angelis, per effettuare missioni di sabotaggio sugli aeroporti nemici, inizialmente anch'esso inquadrato, se pur solo formalmente, nel Reggimento d'assalto Amedeo d'Aosta, ma divenuto poi autonomo e posto alle dirette dipendenze dello Stato Maggiore dell'Aeronautica per compiti speciali. Il reparto sabotatori annoverava poco più di 300 uomini, di cui 14 ufficiali, 24 sottufficiali e 270 uomini di truppa. La metà di questo battaglione seguì il capitano De Angelis nella guerra di liberazione dopo l'8 settembre 1943
Per questo suo comportamento, il De Angelis, capuano – con due fratelli e una sorella medaglie d'argento – si guadagnò la promozione "sul campo" al grado di Maggiore e due Medaglie d'Argento al Valor Militare, la prima per l'azione del 9/10 settembre e la seconda, "sul campo", per l'attività svolta nel periodo 10 settembre 1943/5 giugno 1944.
Gli uomini dovevano indossare la stessa uniforme grigio-azzurra, come quella del I° Battaglione e del Loreto, con mostrine da paracadutista; sul braccio sinistro, sotto il distintivo di brevetto lancistico, quello da ardito, mentre quello da paracadutista figurava, come per il I° Battaglione, sul lato sinistro del petto. La tenuta da combattimento era analoga a quella per gli Arditi del X Reggimento dell'Esercito.
Il battaglione ADRA aveva trovato sistemazione a Campo dell'Oro, nei pressi di Civitavecchia. L'impiego in azione era concepito per squadre di nove uomini al comando di un ufficiale o di un sottufficiale, così come del tutto simile agli Arditi dell'Esercito era l'equipaggiamento individuale (pistola, moschetto automatico o mitra, pugnale, bombe a mano) e di squadra. Infatti, durante la seconda guerra mondiale era necessario disporre di unità altamente specializzate, addirittura per una sola operazione per volta. Gli ADRA (Arditi Distruttori della Regia Aeronautica), precursori dell'odierno 17º Stormo, rispondevano a tale necessità. Quando il colonnello pilota paracadutista Giuseppe Baudoin era diventato il padre spirituale di tutti i paracadutisti italiani, dalla scuola militare di Tarquinia uscivano, pronti alle prime operazioni, i paracadutisti della Folgore (Esercito), del "Battaglione P" (Marina) e del Battaglione ADRA (Aeronautica). Il primo obiettivo dell'ADRA doveva essere:
(Trasmesso dallo Stato Maggiore della R.A.)

#### L'Operazione "Campi Africani"
Tra il 13 e il 14 giugno del 1943 sulla fascia costiera mediterranea africana furono lanciate 12 pattuglie di arditi (9 ADRA e 3 del X). Per una serie di eventi sfavorevoli, poco dopo il lancio quasi tutti gli uomini furono fatti prigionieri. Tuttavia due Arditi Distruttori, che avevano come obiettivo l'aeroporto di Bengasi-Benina Nord, riuscirono, il 18 giugno 1943, a distruggere un quantitativo controverso di aeroplani nemici tra quadrimotori B-24 Liberator del 98th Bombardment Group (The Pyramidiers) e altri velivoli militari. Ricevendo entrambi solamente la medaglia d'argento al valor militare e dopo oltre venti anni dall'azione valorosa (D.P.R. del 5 aprile 1965).

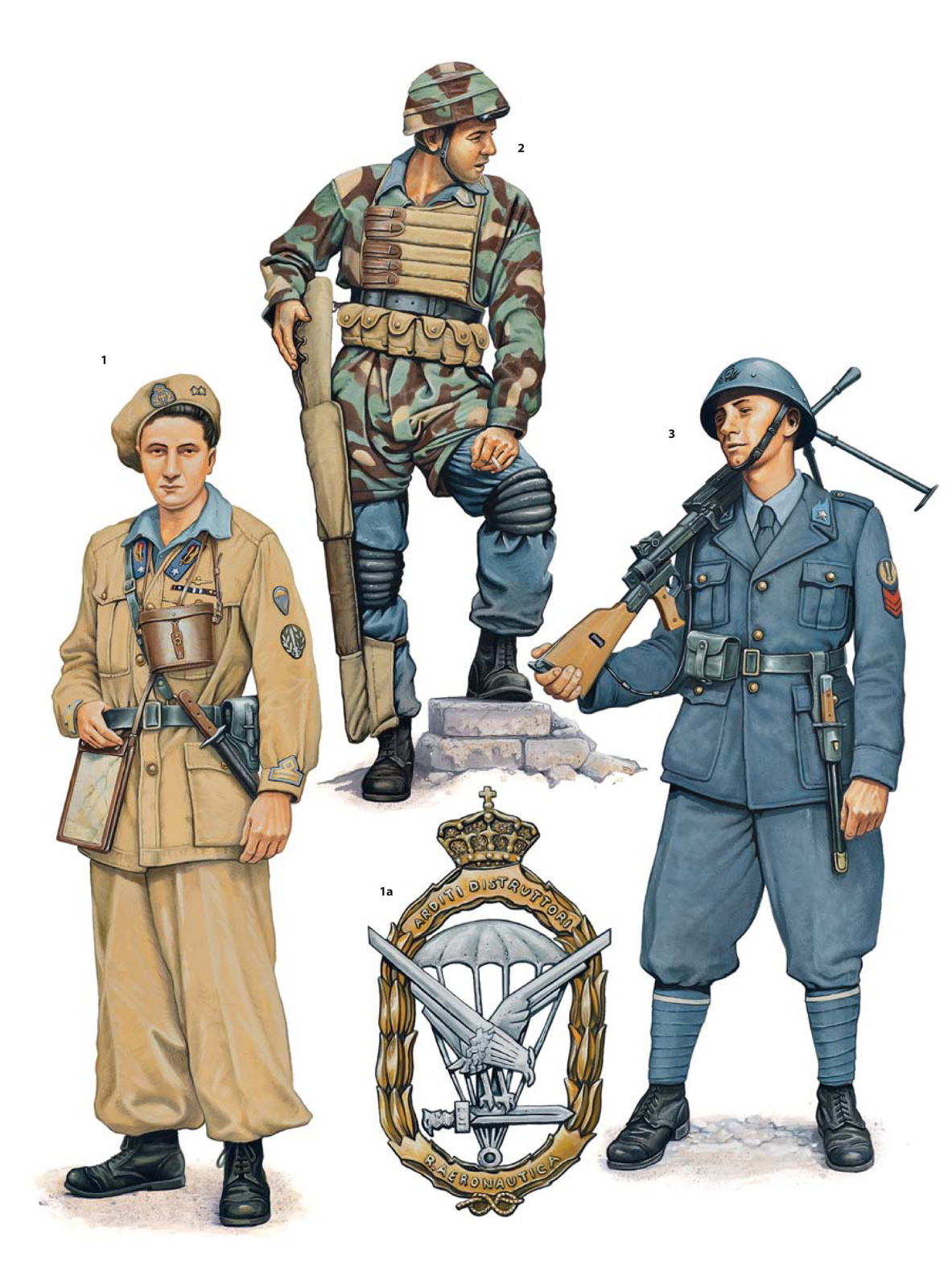
Uniformi del Battaglione ADRA

Secondo una valutazione di parte italiana, furono distrutti o danneggiati circa venti velivoli, tra i quali due Liberators del 331st Service Squadron USAF, due Vickers Wellington del 162nd Squadron RAF, due bimotori Bristol Blenheim e un caccia Hawker Hurricane della RAF. Rimasero uccisi 56 militari britannici.
Da parte inglese, però, la valutazione fu molto più scarsa. Secondo la R.A.F., e si può comprendere questo atteggiamento, i nostri valorosi A.D.R.A. avrebbero inserito gli esplosivi solo su sette velivoli, ma solamente 1 Wellington, 1 Liberator, 1 Magister ed 1 Hurricane sarebbero andati distrutti. Gli altri sarebbero stati liberati tempestivamente dalle cariche. Questo è quanto riferisce l'Addetto Aeronautico all'Ambasciata d'Italia a Londra, dopo aver esaminato la documentazione messagli a disposizione dalle Autorità britanniche, con un messaggio "SEGRETO" del 5 febbraio 1951 fatto pervenire tramite S.I.O.S. (Servizio Informazioni Operative e Situazione), in risposta ad una richiesta avanzatagli dalla Direzione Generale del Personale Militare, Ufficio Ricompense, del Ministero Difesa Aeronautica (Fonte Ufficio Storico S.M.A.)
Tuttavia, gli unici aerei che furono sicuramente stanziati, il 18 giugno (e dal 9 febbraio al 20 settembre 1943), nell'aeroporto di Benina furono quelli del 98th Bombardment Group americano, anche se non si può escludere che temporaneamente fossero rischierati anche alcuni aerei inglesi. Gli americani preparavano l'invasione della Sicilia del 10 luglio, e il 12 giugno avevano già occupato Pantelleria. Fervevano anche i preparativi, nell'aeroporto di Benina, per l'operazione aerea più massiccia della seconda guerra mondiale, quella decisa da Winston Churchill e Franklin Delano Roosevelt alla Conferenza di Casablanca del 14/24 gennaio precedente. Ovvero il bombardamento delle raffinerie che fornivano all'Asse il 30 per cento di tutto il carburante necessario per la guerra; dislocate in Romania. La cosiddetta Operazione Tidal Wave del 1º agosto 1943, sei settimane dopo l'attacco degli arditi italiani, e che agli americani riuscì solo in minima parte, nonostante il dispiegamento di 179 bombardieri Liberators. Ne rientrarono a Benina, o nei vicini aeroporti, solo 84, con 310 avieri morti o dispersi e 190 fatti prigionieri. Ma considerando che ogni Liberator ebbe 9 o 10 uomini di equipaggio, le cifre ufficiali delle perdite umane sembrano poco attendibili, per difetto. Il 98th Group, quello sicuramente attaccato dagli arditi italiani, sarebbe partito da Benina per la Romania con 47 apparecchi, ma ne sarebbero rientrati solo 12, secondo alcuni computi ufficiali. Si parlò di Black Sunday.
Fra il 21 e il 26 luglio del 1943, due squadre ADRA (20 Arditi in totale) furono aviolanciate nella Sicilia occupata dagli angloamericani per operazioni di sabotaggio negli aeroporti occupati dalle forze nemiche. Cinque di essi (Carlini, Costanzo, Esposti, Scalco), al comando del Sergente Maggiore Sebastiano Urso (tutti decorati di Medaglia d’Argento al V.M.con Decreto Luogotenenziale 8 maggio 1946), riuscirono a rientrare nelle linee nazionali dopo aver portato a termine la missione.

#### Il Battaglione Arditi "Duca d'Aosta" nella Guerra di liberazione (1944)
Dopo l'armistizio dell'8 settembre 1943, il battaglione ADRA si divise. Il 9 settembre, nonostante il Comandante del Battaglione – ten. col. paracadutista Edvino Dalmas – avesse emanato l’ordine di disarmare il Reparto e di non combattere contro i tedeschi, l'ex Comandante del Battaglione, Capitano ardito paracadutista Araldo De Angelis, si fece animatore della resistenza contro i tedeschi durante la difesa di Roma e in particolare della difesa immediata ad oltranza dell'aeroporto di Roma-Centocelle, riunendo intorno a sé un gruppo di arditi della Regia Aeronautica pronti a qualsiasi evenienza. Nella notte dal 9 al 10 settembre, gli arditi si posero a fianco del 3° Battaglione Granatieri di Sardegna a difesa del caposaldo del Quadraro (vicino all’aeroporto) effettuando azioni di pattugliamento durante le quali dovettero più volte scontrarsi con elementi tedeschi ammassati nella zona di Cinecittà. Quindi mentre il comandante, il Ten. Col. Edvino Dalmas, aderì alla RSI e costituì a Tradate il Raggruppamento arditi paracadutisti dell'Aeronautica repubblicana, altri arditi aderirono al Regno del Sud.
Membri del Battaglione Paracadutisti Arditi Distruttori della Regia Aeronautica ed altri elementi dell’Arma formarono un primo gruppo sotto il comando del Capitano Araldo De Angelis, che, aggregato poi alla costituita Banda "Cattapani", condurrà numerose azioni di guerriglia armata sia nella Capitale sia nei Colli Albani. In durissimi scontri cadono a Monterotondo i primi aviatori nella lotta di resistenza armata: il Sergente Pietro Orlandini e gli Avieri Angelo Calabresi, Dario Rufini, Pietro Sacca e Ignazio Trevisani. Catturati dai tedeschi furono il tenente Enrico Cinquepalmi, comandante della Prima Compagnia ADRA, il Primo Aviere Colombo Calvetta, poi liberati, mentre i commilitoni Sergente Paolo Rutigliano e Caporale Aldo Romero, dopo orrende torture, furono passati per le armi a Ardea.
In data 18 febbraio 1944, il Maresciallo d'Italia Messe, CSMG (fondatore degli Arditi nella Prima guerra mondiale), informava lo Stato maggiore dell'Esercito Cobelligerante Italiano, con lettera prot. 11288 che la Regia Aeronautica stava costituendo un battaglione di arditi, destinato a prendere parte alle operazioni terrestri per la liberazione della Penisola, con un primo nucleo fatto dalle compagnie del disciolto battaglione Loreto, che erano presenti in Sardegna.
Il battaglione era costituito da circa 1.000 uomini (tutti volontari), organizzati su comando, cinque compagnie e autoreparto: 
- Compagnia comando, su quattro plotoni (comando, guastatori, collegamenti e servizi). La compagnia comando aveva in forza 4 ufficiali, 12 sottufficiali e 142 uomini di truppa, con 64 fucili Mauser, 51 moschetti automatici MAB e 43 pistole, oltre a 6 lanciafiamme, 4 motociclette e 2 biciclette; 8 stazioni RF2, 4 stazioni RF1, 1 centralino e 6 telefoni.
- Tre compagnie di arditi, ciascuna su quattro plotoni (comando, due di arditi e uno di mitraglieri). Ogni compagnia di arditi contava 5 ufficiali, 12 sottufficiali e 164 arditi, equipaggiati con 33 Mauser, 79 MAB, 69 pistole, 6 fucili mitragliatori, 3 mitragliatrici e 3 mortai da 45.
- Compagnia armi di accompagnamento su quattro plotoni (comando, mitragliatrici, mortai da 81 e mitragliere da 20). La compagnia armi di accompagnamento aveva 6 ufficiali, 15 sottufficiali e 165 uomini di truppa, con 3 mitragliatrici, 6 mortai da 81 e 6 mitragliere da 20, mentre l’armamento individuale contava 122 Mauser, 15 MAB e 49 pistole.
- un Autoreparto dipendeva dal Battaglione, con 3 ufficiali, 4 sottufficiali e 100 uomini di truppa, armati di 65 Mauser e 27 pistole, con 2 autovetture, 5 autocarrette, 45 autocarri medi, 5 autofurgoni, 2 autoambulanze, 1 carro attrezzi, 1 autobotte e 4 motociclette. L’equipaggiamento comprendeva 2.500 kg di esplosivo (T4 o tritolo), 2.000 kg di detonatori del n. 8, 4.000 metri di miccia a lenta combustione e 25.000 metri di miccia detonante, oltre a 1.200 metri di miccia a capocchia fosforosa.[15]

Il comando del battaglione (costituito da 9 ufficiali) era affidato al Ten. Col. Pil. A.A.r.n.(Arma Aeronautica ruolo piloti e navigatori normale) Angelo Mastragostino (4 Medaglie d'Argento e 3 di Bronzo al Valor Militare fra il 1931 il 1943), coadiuvato da due S.Ten. compl. RE. Come vicecomandanti erano stati nominati il pluridecorato Cap. Giuseppe Cimicchi, famoso pilota di aerosiluranti (con all'attivo oltre 120.000 tonnellate di naviglio avversario affondato), già nei ranghi della 281ª Squadriglia e del 130º Gruppo, e il Cap. Pilota Mario Rovere (5° Stormo d'Assalto e 163ª Squadriglia autonoma caccia). Del nuovo reparto facevano parte alcuni elementi del vecchio Reggimento d'assalto Duca d’Aosta, in particolare delle compagnie del disciolto Battaglione Loreto che erano state mandate in Sardegna e che erano rientrate in Italia via mare nel febbraio 1944. In totale l’organico prevedeva 37 ufficiali, 67 sottufficiali e 899 uomini di truppa, con forte armamento individuale e di reparto (comprendente la preda bellica di 350 eccellenti Mauser FG 42/II, 7,92x57 mm, fucili polivalenti; di precisione, mitragliatori e lanciagranate, progettati per i paracadutisti Fallschirmjäger-Lehrbataillon, caduti nelle mani degli ADRA, probabilmente negli scontri con la 7. Fliegerdivision, del settembre 1943, a Porta San Paolo, Quadraro, Acquasanta, alla Torraccia, a Centocelle o sui Colli Albani).
Operation “Potato”, 8 giugno - 4 luglio 1944, mirata al sabotaggio di linee ferroviarie e stradali tra Siena ed Empoli
"Su richiesta della 5ª Armata americana una serie di circa 50 gruppi di sabotatori [dai 2 agli 8 uomini ndr] italiani furono preparati per essere lanciati nella zona dell'Appennino [tosco-emiliano ndr] per attaccare obiettivi che, a causa della loro situazione geografica, erano difficili da colpire dall'aria con caccia o bombardieri. Gli obiettivi sono stati scelti in consultazione con i rami dell'intelligence dell'Esercito e dell'Aeronautica e si è selezionato il territorio di lancio il più vicino possibile all'area target. I gruppi “ZUPPA”, “MELA”, “PATATA”. Ognuno aveva il suo obiettivo; primario il taglio della linea ferroviaria in uno o più punti vitali come incroci, canali sotterranei, piccoli ponti, argini, passaggi a livello. Come compito sussidiario, ogni gruppo doveva attaccare le strade principali e secondarie e mezzi di trasporto nemici utilizzati per lo spostamento di personale e materiali. Al termine dei loro compiti i gruppi erano informati per unirsi ai partigiani vicini.".
Il SIA (Servizio Informazioni Aeronautica) a Roma, occupata dai Tedeschi sino al 4 giugno 1943, come in Puglia, collaborava strettamente sia con gli ADRA, operanti come 'banda' partigiana, sia successivamente con gli Arditi del Battaglione Duca d'Aosta, per i collegamenti radio e i sabotaggi:
"Al Centro 'A' (Aeronautica, derivato dal nucleo informazioni del S.I.A.) e al Centro 'M' (Marina), integrati nel Centro 'R', voluti per ordine del generale Armellini, affluivano quelle notizie note ai Comandi delle due Forze Armate e quelle che giungevano al Centro dal Comando delle bande interne di Roma."
"All'interno della Sezione 'Calderini' (l^ Sezione offensiva) per scindere l'attività informativa da quella antisabotaggio, fu organizzato il Gruppo 'bande e sabotaggio', che iniziò il suo lavoro insieme alla N. l Special Force inglese, il cui compito specifico era appunto questo tipo di attività, e con l'O.S.S. (Office of Strategie Service) americano. Le missioni che iniziarono subito furono quelle radiotelegrafiche nel territorio occupato, soprattutto per prendere contatti con le bande formatesi sul campo e cercare i nuclei non ancora noti, per coordinarli e collegarli."
Inoltre, il SIM provvide all’aviolancio “alla cieca” (ovvero senza ricezione da parte di elementi locali della Resistenza) dietro le linee tedesche di non meno di undici team di sabotatori, ognuno composto da quattro elementi, i cui obiettivi specifici consistevano nella “interruzione del tronco ferroviario e sabotaggio autotrasporti” con la seguente scansione temporale: Cinque team partirono il 7 giugno e, di questi, tre (ODE–E di Bagnoregio, OTR–S di Foligno e OLU) erano destinati all’Umbria e due (OST e OFA-N di Grosseto) alla Toscana; tre team partirono l’8 giugno e, di questi, due (ORC e ORZ, entrambi a S di Pergola) erano destinati alle Marche e uno (OBI – E di Arezzo) all’Umbria; due team (OMP –pressi di Siena e ONT – N di Siena) partirono il 9 giugno destinati alla Toscana; l’undicesimo team (OCK) partì il 10 giugno, anch’esso destinato alla Toscana.
In totale furono utilizzati in azione una cinquantina di arditi del Battaglione Duca d'Aosta, immessi nella Sezione Calderini del SIM - o presso l'Intelligence Liaison Unit dell’8ª Armata britannica o l'Office of Strategic Services americano, come l'ardito padovano Vittorio Sacerdoti. - causando il malcontento nella generalità del Reparto che non ebbe molte occasioni di agire nel suo complesso in operazioni paracadutistiche. Dopo sei mesi di addestramento a Cozze (Mola di Bari), il Reparto fu schierato sul fronte nella Battaglia di Ancona nel luglio 1944, come fanteria di linea, subendo gravi perdite; e fu sciolto nel settembre 1944, facendo transitare alcune centinaia di arditi nel 183º Reggimento paracadutisti "Nembo".

##### La mancata Operazione "Venezia Giulia"
Il SIM e l'OSS americano, tra luglio e agosto 1944, concordarono una azione speciale, concepita inizialmente dall'ammiraglio Raffaele de Courten ministro della Regia Marina, che si sarebbe dovuta svolgere nei pressi di Trieste, al fine di salvaguardare l’elemento italiano delle popolazioni locali, sia dalla minaccia costituita dalla volontà jugoslava di impadronirsi di Trieste e dei territori fino all’Isonzo, sia dall’occupazione tedesca..
In data imprecisata del 1944, l'allora tenente colonnello Mastragostino, comandante del Battaglione Duca d'Aosta, fu avvicinato a Bari dal Presidente della "Lega degli Adriatici" prof. Di Demetrio - come risulta anche da un atto notarile citato dal Nesi - e da ufficiali dell'esercito inglese e americano.
Con molta cautela gli parlarono dell'idea di uno sbarco fra Trieste e Pola di truppe italiane, trasportate da navi italiane. "La scusa della liberazione della Venezia Giulia dal nazifascismo fu messa nel documento a fine guerra per evidenti motivi di opportunità politica" - secondo Mastragostino - "Il fatto vero è che si voleva bloccare l'avanzata delle truppe di Tito".
L'approccio sorprese non poco l'ufficiale, che chiese il perché si fossero rivolti proprio a lui, esperto in velivoli da caccia e la risposta degli ufficiali alleati lo sorprese ancora di più. Poiché per concretizzare l'idea di questa azione da sbarco era necessario creare una organizzazione militare clandestina, composta di soli volontari e di sicura fede, non solo italiana, ma anche anticomunista, fatta una cernita fra una rosa di ufficiali attraverso informazioni su di essi fornite dal Servizio di Sicurezza OSS, la scelta era caduta su Mastragostino "perché Marcia su Roma - Volontario Fiumano con Gabriele D'Annunzio - Volontario di Spagna...". Di fatto, la rischiosa impresa, che avrebbe esposto gli Alleati alle ritorsioni di Tito (e dell'Unione Sovietica), se fosse stata divulgata la loro partecipazione organizzativa, non fu tenuta adeguatamente clandestina, poiché il de Courten ne parlò con il Rear Admiral inglese Charles Eric Morgan, comandante Flag Officer, Taranto and Adriatic and for Liaison duty with Italians (F.O.T.A.L.I.), facendo annullare l'operazione e sciogliere di conseguenza il battaglione degli Arditi.

### Gli Incursori nel 2° dopoguerra: G.F.R.A.M. e Aerosoccorritori
Nel 1968 l'allora capo di Stato Maggiore dell'Aeronautica, Gen. Sergio Duilio Fanali, reduce da una trasferta in Gran Bretagna dove aveva visitato ufficialmente il R.A.F. Regiment restandone favorevolmente colpito, convocò il Col. Araldo De Angelis (che aveva la delega dello S.M.A. per l'addestramento dei pochi paracadutisti dell'A.M.) incaricandolo di adoprarsi per la costituzione di un nucleo di paracadutisti-incursori-sabotatori che, nelle sue intenzioni, si sarebbe dovuto ampliare a livello di Reggimento. Il Gen. Fanali conosceva il Col. De Angelis, perché suo amico dal tempo della Guerra di Spagna e per essere stato il primo ed ultimo Comandante del Btg A.D.R.A.
Incaricato di organizzare la selezione, la formazione e l'addestramento del reparto, che prese nome di G.F.R.A.M. (Gruppo di Formazione del Reggimento Aeronautica Militare) fu il cap. Antonio Mariani, che ne divenne Comandante. La sede del Reparto fu il distaccamento aeroportuale di Bagni di Tivoli, presso l'Aeroporto di Guidonia. Al Reparto fu assegnato, temporaneamente, l'equipaggiamento previsto per la Brigata Folgore dell'E.I. e fu dotato di copricapo di servizio (basco) uguale a quello del Btg. A.D.R.A. (Foglio S.M.A. 1º Reparto - prot. SMA 12/2131/ L3-3/9 datato 22.04.1971). Il gruppo, nei pochi anni della sua esistenza, svolse una notevole attività addestrativa frequentando una serie di corsi di qualificazione (presso la Scuola di Fanteria, la Scuola Militare di Paracadutismo, la Scuola del Genio, la Scuola Militare Alpina...) ed ebbe anche un impiego operativo (uno fra tutti la partecipazione nel 1975, insieme ad altri reparti delle FFAA (Alpini, Battaglione Sabotatori dell' E.I. e Com.Sub.In. della M.M.), all'attività antiterroristica nel tratto ferroviario Bologna-Arezzo). 

Poco dopo il termine del mandato di Capo di S.M.A. del Gen. Fanali il Reparto fu sciolto. Il personale fu distribuito fra vari enti A.M. Un piccolo nucleo di paracadutisti rimase a Guidonia per seguitare a svolgere attività aviolancistica dimostrativa prendendo il nome ufficiale di "Sezione Paracadutisti dell'Aeronautica Militare" ed ufficioso, ma più noto, di "Falchi Blu"..

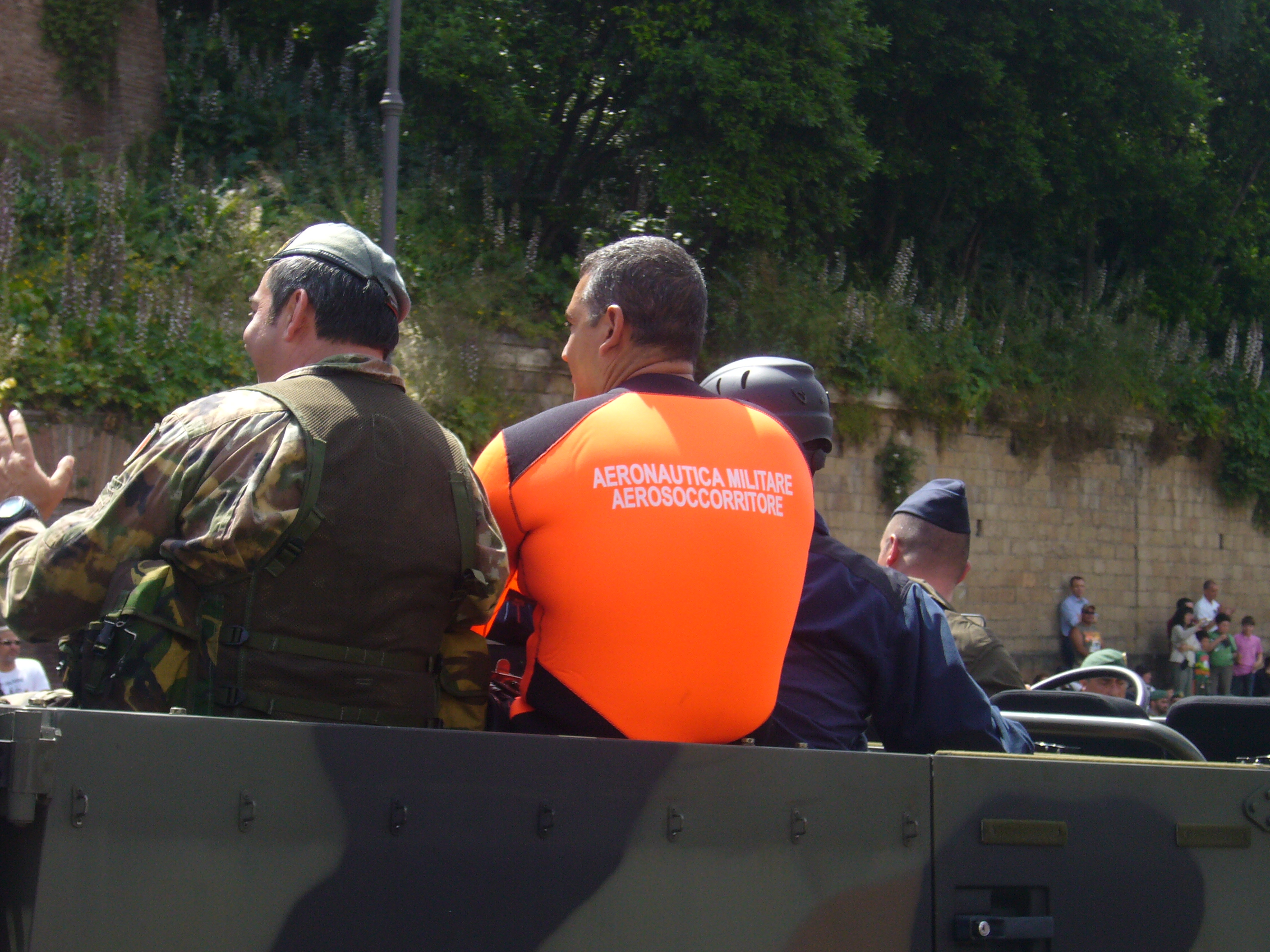
Aerosoccorritore del 17º

Il Centro di Sopravvivenza ed Aerosoccorritori (C.S.A.), nasce nel 1967. Sostanzialmente tutte le procedure e gli equipaggiamenti dell'A.M.I. e delle altre FF.AA. relative alla sopravvivenza dei piloti e degli equipaggi, che oggi diamo per scontate, nascono dall'impegno e dalla passione di questi uomini. Dal 1978 l'Aeroporto di Furbara è stato sede del Centro di Sopravvivenza ed Aerosoccorritori dell'Aeronautica Militare Italiana, con compiti addestrativi per gli equipaggi di volo, tramite appositi corsi nei quali sono insegnate le tecniche di sopravvivenza in mare, in montagna, in zone disagiate e in territorio ostile. 
Gli operatori del C.S.A. diventano prima Sommozzatori, con lo scopo di poter recuperare le salme degli sfortunati colleghi ed i velivoli inabissatisi a seguito di incidente di volo, poi acquisiscono sempre più capacità attraverso innumerevoli esperienze e diventano Istruttori di Sopravvivenza in Mare, in Montagna, di Evasione e Fuga (territorio ostile), Istruttori Aerosoccorritori, militari di Tiro, di Difesa Personale, di Roccia, Tecnici Iperbarici, Interrogatori P.G. e quant'altro necessitasse alla Forza Armata. Alcuni operatori del C.S.A. ebbero a frequentare e superare, inoltre, il Corso 80b di Guastatore Paracadutista, di 44 settimane, presso il R.A.F.O.S. (Reparto Addestramento delle Forze per Operazioni Speciali del 9º Reggimento Col Moschin). 
Da questa forza in embrione scaturiva il Nucleo Iniziale di Formazione, incaricato di stabilire, sulla base delle direttive dello Stato Maggiore Aeronautica, le linee guida per la successiva espansione del Reparto, i criteri di selezione e formazione del personale, le capacità professionali da acquisire, la politica di impiego. Le capacità di movimento sul terreno, il facile adattamento alle condizioni avverse e la dimestichezza nell'uso delle armi fa sì che gli Aerosoccorritori fossero i primi a essere impiegati nelle missioni in aree a rischio, a iniziare dalla Somalia nel 1993 (UNOSOM II), dando un costante e continuativo contributo in ambito internazionale. Le attività e le capacità sviluppate dagli Aerosoccorritori nell'ambito di questi corsi, durante i quali realtà e simulazione si fondono, sono una delle basi che lo Stato Maggiore dell'A.M. ritenne fondamentali per la creazione dei suoi incursori. 

#### Il RIAM
Nel 1999 prese forma il Servizio Supporto Operazioni Speciali (SSOS), con elementi della Sezione di paracadutismo, e inquadrato nel 15º Stormo. Nel 2003 l’Aeronautica Militare ruppe gli indugi ed il 1º marzo, in base all’Esigenza operativa espressa dallo SMA, con Circolare Ordinativa dello Stato Maggiore Aeronautica del febbraio di quell’anno, costituì presso il Distaccamento Aeroportuale di Furbara, il R.I.A.M. (Reparto Incursori dell’Aeronautica Militare), con personale proveniente dal S.S.O.S. del 15º Stormo, e dal Centro di Sopravvivenza e Aerosoccorritori, già di stanza in quella sede.
Il 2 aprile 2008 il reparto assume l'odierna denominazione di 17º Stormo Incursori, con sede sempre all'aeroporto di Furbara, mantenendo le tradizioni del 17º Stormo I.T., (intercettori teleguidati) soppresso nel 2007, che a sua volta era erede del 17º Gruppo caccia.

## Attività - Gruppo Operativo
Gli incursori operativi del 17º Stormo dell'AM sono inquadrati all'interno del ''Gruppo Operativo'', che a sua volta è suddiviso in ''Squadriglie Operative''.
Tale ''Gruppo Operativo'' ha lo scopo di operare, appunto, in un contesto interforze nazionale e/o (secondo le specifiche direttive politico-militari-strategiche) in ambito NATO, UE, coalizioni multinazionali, e/o non convenzionali.
Questo avviene attraverso l'esecuzione di operazioni speciali principalmente, ma non solo, a forte connotazione aeronautica. Gli "Incursori" sono infatti Operatori di Forze Speciali con capacità di muovere e combattere in tutti gli scenari operativi, dall'alta montagna all'ambiente subacqueo e anfibio, per mezzo di aviolanci da alta quota o attraverso infiltrazione di piccoli nuclei, con mezzi speciali e procedure non convenzionali. Sono particolarmente addestrati a operare in contesti caratterizzati da elevata autonomia operativa, a grande distanza dalle linee amiche, con particolare specializzazione nelle missioni di contro terrorismo. Sono in grado di operare, insieme con le altre forze speciali nazionali, in tempi ridottissimi e con procedure non convenzionali, a tutela degli interessi nazionali e per il contenimento dei rischi di natura politica generati dal terrorismo internazionale. Compiono quindi azioni dirette, ossia operazioni offensive contro obiettivi di rilevanza strategica o eventualmente operativa, con incursioni, colpi di mano e guida terminale di munizionamento di precisione; ricognizioni speciali per l'acquisizione di informazioni di interesse strategico e operativo; concorso alle operazioni di controterrorismo all'estero; operazioni di assistenza militare nei confronti di forze alleate; liberazione o ripristino delle condizioni di sicurezza di ambasciate nazionali o altre infrastrutture soggette alla nostra sovranità, inclusi navi e aeromobili. Quello per cui si preparano gli Incursori , ed il modo in cui lo fanno, differisce sostanzialmente e profondamente da ciò che fanno gli altri militari che, non a caso, non sono contemplati quali attori principali nella realizzazione delle operazioni speciali. E proprio perché fanno cose diverse con procedure altrettanto diverse, sono inserite in una catena di comando dedicata e separata, per quanto contermine, da quella convenzionale.
Le missioni principali affidate agli incursori del 17º Stormo comprendono il Combat Controller, il Combat Weatherman e il Combat search and rescue. Le prime due attività hanno colmato una lacuna fra le forze speciali italiane. Ciò nonostante, al netto della forte connotazione aeronautica, gli Operatori sono in grado di svolgere, autonomamente o in ambito Joint/Combined, tutte le operazioni caratteristiche degli Incursori e delle unità Tier 1  (-vedi paragrafo ''compiti'')
- Operazioni di salvataggio ostaggi (H.R.O.)
- Antiterrorismo (Principalmente all'estero)
- Azioni dirette contro H.V.T. (Obiettivi di alto valore)
- Assistenza militare (M.A.)
- Ricognizione speciale (S.R.)
- Unità di protezione ravvicinata, Scorta e Tutela (specializzati in V.I.P. CPT all'estero)
- Guerra non convenzionale, Guerriglia
- Attacchi aerei di precisione contro H.V.T. (capacità JTAC+, per operazioni speciali)
- Interdizioni tattiche (specializzate contro basi aeree e siti aeronautici di interesse strategico)
- Combat Controller (certificato CCT US/NATO)
- Ricerca, soccorso e recupero in ambienti non permissivi (capacità C-SAR, SOCM)
- Esploratore in ambienti non permissivi e/o strategici

### Combat Controller (CCT)
La funzione di "Combat Controller" rappresenta il cuore della specialità, che ne esalta la specificità e colma una lacuna nelle professionalità esistenti tra le forze speciali italiane. Scaturisce dalla necessità, già avvertita in passato, di disporre di elementi in grado di conquistare, preparare, attrezzare e difendere piste di atterraggio o comunque superfici idonee a operazioni aeree, in aree remote e in ambiente non permissivo, quindi di dirigere da terra (da queste piste improvvisate) il traffico aereo nelle fasi di atterraggio e partenza, nonché di fornirne assistenza. A tale scopo gli incursori necessitano di una completa abilitazione al combattimento, dell'idoneità al maneggio di esplosivi e al loro disinnesco, della capacità di posizionare e attivare sistemi di comunicazione, sistemi meteo e di ausilio alla navigazione aerea per garantire assistenza terminale, diurna e notturna, al traffico aereo militare nell'area di interesse.

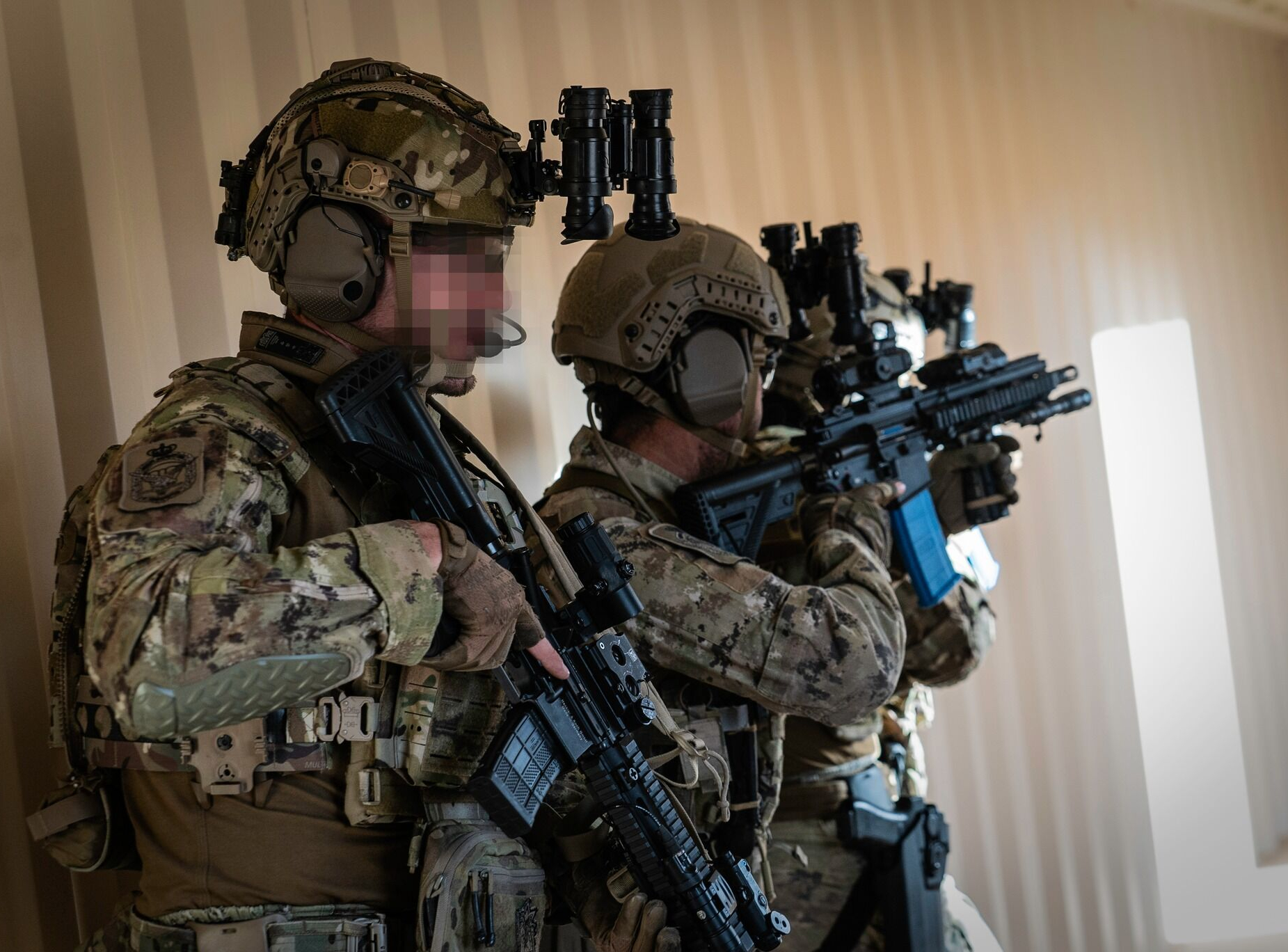
Incursori del 17º Stormo AM in esercitazione congiunta con l'USAF in Arizona nel 2025. Notare lo scudetto omerale identico a quello degli A.D.R.A. della Seconda guerra mondiale.

I Combat Controller sono inoltre in grado di effettuare ricognizioni speciali, da attuarsi anche in profondità in territorio ostile, per la raccolta di informazioni su obiettivi e installazioni aeronautiche di particolare interesse e di procedere alla loro distruzione, anche mediante la guida terminale sul bersaglio di armamento a guida laser (JTAC-Joint Terminal Attack Controller). 
Quest'ultima capacità, resa di interesse strategico dall'assoluta necessità politico/militare di ridurre al minimo i danni collaterali, si affianca, potenziandola, a quella posta in essere anche da altri reparti di Tier 1 di Esercito, Marina, Carabinieri e, per le loro competenze, dagli operatori FS-Tier 2 del 4º Ranger e 185º RRAO. 
Tuttavia, la capacità JTAC per Forze Speciali, in combinazione alle capacità CCT, HALO/HAHO, Combat Weatherman (ed altre capacità integrative Air/Land/Surface, o moltiplicatrici del potere Aereo, prettamente Aeronautiche), convergono in un unico operatore solamente nel caso degli Incursori del 17° Stormo.
A livello formativo, ad esempio, il 9º Corso Incursori dell'Aeronautica Militare (BIAM), svoltosi nel 2023-24, ha visto per la prima volta comprendere durante l'iter formativo - un modulo ATC Air Traffic Control e Combat Control Apprentice Course - per la qualifica di Combat Controller di 1º livello. L’ulteriore novità dell’edizione 2024 è stato il processo di accreditamento del corso Combat Controller Skill Level 1 (CCSL1) da parte dell'Air Force Special Operations Command (AFSOC) della United States Air Force (USAF). Tale processo, inserito all’interno di un ampio iter di verifiche documentali, procedurali e capacitive svolte dal team valutativo statunitense, iniziato a luglio 2023, riconosce a degli Incursori - per la prima volta in ambito NATO - la piena interoperabilità con le Forze Armate americane nelle attività denominate Global Access Operations (GAO), che prevedono l’atterraggio di velivoli anche su strisce di terreno improvvisate, grazie all’impiego dei Combat Controller del 17°.

### Combat Weatherman (SOWT)
Quando si pianifica una missione, è fondamentale disporre di informazioni accurate su quante più variabili possibili e il tempo meteorologico è una delle più importanti. I meteorologi delle operazioni speciali lavorano per valutare accuratamente le condizioni meteorologiche e ambientali in territori ostili. Raccolgono dati su oceani, fiumi, venti, neve e terreno, forniscono consulenza durante la pianificazione della missione e personalizzano rapporti meteorologici per missioni specifiche per supportare operazioni speciali globali. I meteorologi delle operazioni speciali addestrano anche altri gruppi di operazioni speciali nella valutazione del tempo e nella comunicazione di tali informazioni. Utilizzano sensori terrestri e aerei senza pilota per raccogliere dati e dispiegarsi via terra, mare o aria a seconda della missione.

### Combat Search and Rescue (CSAR) del 9° Stormo
Gli STOS-PARARESCUE, in un primo momento formati ed inquadrati all'interno del Gruppo Operativo del 17º Stormo, sono stati recentemente (2024) trasferiti presso il 9° Stormo (per maggiore autonomia logistico-operativa). Sempre inquadrati all'interno della 1^BAOS, gli STOS/Pararescue nascono per assolvere non solo l'esigenza del Supporto Tattico alle Operazioni Speciali (STOS), ma anche, nel caso dei Pararescue, tutte le missioni di Combat SAR, ovvero di ricerca e soccorso dei militari italiani (soprattutto FS, ma non solo) in missione all'estero.
Questa capacità operativa và a colmare una grande lacuna nelle nostre FFAA, rimpiazzando le capacità già offerte in passato dagli Aerosoccorritori (AM) del 15° Stormo. La presenza degli Aerosoccorritori nei teatri operativi esteri è infatti venuta a mancare negli ultimi anni, vista la necessità del 15°Stormo di concentrarsi solo in attività SAR (Search And Rescue) su territorio Italiano/scenari permissivi - non combat, quindi-. 
Il C-SAR (Combat-SAR) infatti, include la ricerca e soccorso, con l'individuazione e il recupero di personale isolato in area ostile; esso non rientra di norma nel novero delle operazioni speciali, ricadendo tra le attribuzioni degli STOS/Pararescue del 9º Stormo (FOS, con ambizione di rientrare nel comparto Tier 2). 
In molte situazioni, infatti, la valenza strategica del recupero di personale non solo oltre le linee nemiche, ma anche semplicemente in scenari operativi, risulta innegabile. Tale necessità è resa ancora più vitale dall'assenza attuale di un'unità preposta a tali compiti, fornendo attraverso l'Aeronautica Militare l'opportunità di affidare tali missioni al personale più qualificato, in grado di esfiltrare i Militari Italiani (FS e non) anche in assenza di informazioni operative complete, condizioni avverse e/o in presenza di situazioni ad alto rischio, con ambiente permissivo o non permissivo, in contesti urbani ed extraurbani, ognitempo.

### Profili di missione Tier 1
La gamma delle capacità operative Combat dell'A.M. è invece alimentata dal Gruppo Operativo del 17º Stormo Incursori. Tale Gruppo concorre al raggiungimento degli obiettivi Nazionali di livello strategico e operativo mediante l'esecuzione di Operazioni Speciali Joint, Combined o Single Service. 
Per le sue peculiari caratteristiche questa componente, appartenente alle Forze Speciali, può essere impiegata in ambienti tipicamente aeroterrestri, a elevata minaccia e alto rischio, per condurre:
- Direct Action (DA)
- Military Assistance (MA)
- Hostage Rescue Operations (HRO)
- Integrazione all'Intelligence di Contrasto (I2C)
- Countering Proxy Activities (CPA)
- Countering Weapons Mass Destruction (C-WMD)
- Special Reconnaisance (SR)
- Strategic Reconnaissance (Ricognizioni Strategiche)
- Counterinsurgency (COIN)
- Close Protection Units (Unità di protezione ravvicinata, scorta e tutela di personalità, in Italia ma soprattutto all'estero)
- Counterterrorism (Principalmente all'Estero)
- Precision Airstrikes Against HVT (Special Ops. JTAC+ Capabilities)
- Tactical Interdictions (Interdizioni tattiche specializzate contro basi aeree e siti aeronautici di interesse)
- Guerra non convenzionale / guerriglia

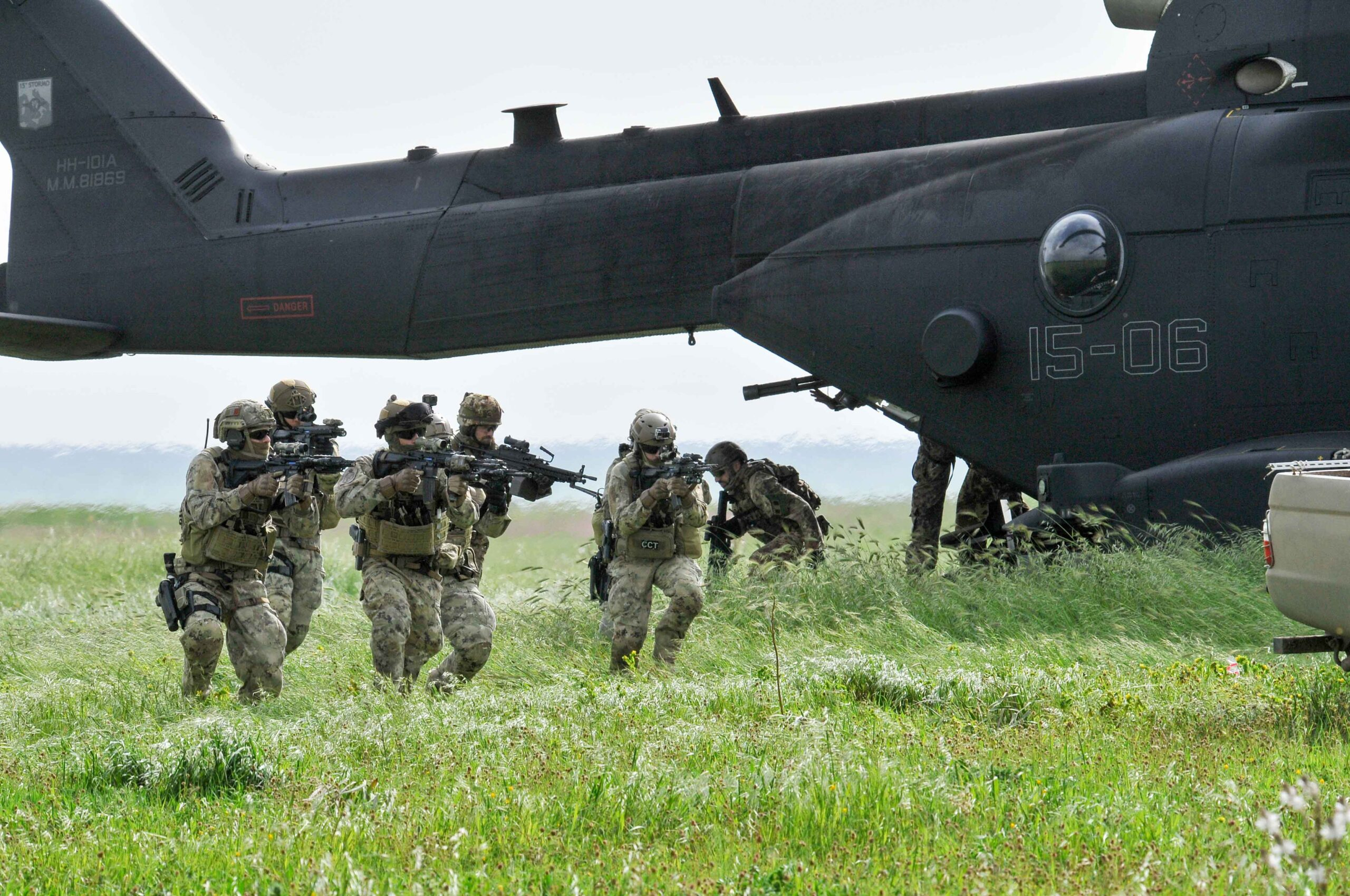
Distaccamento Operativo sbarca da HH101A

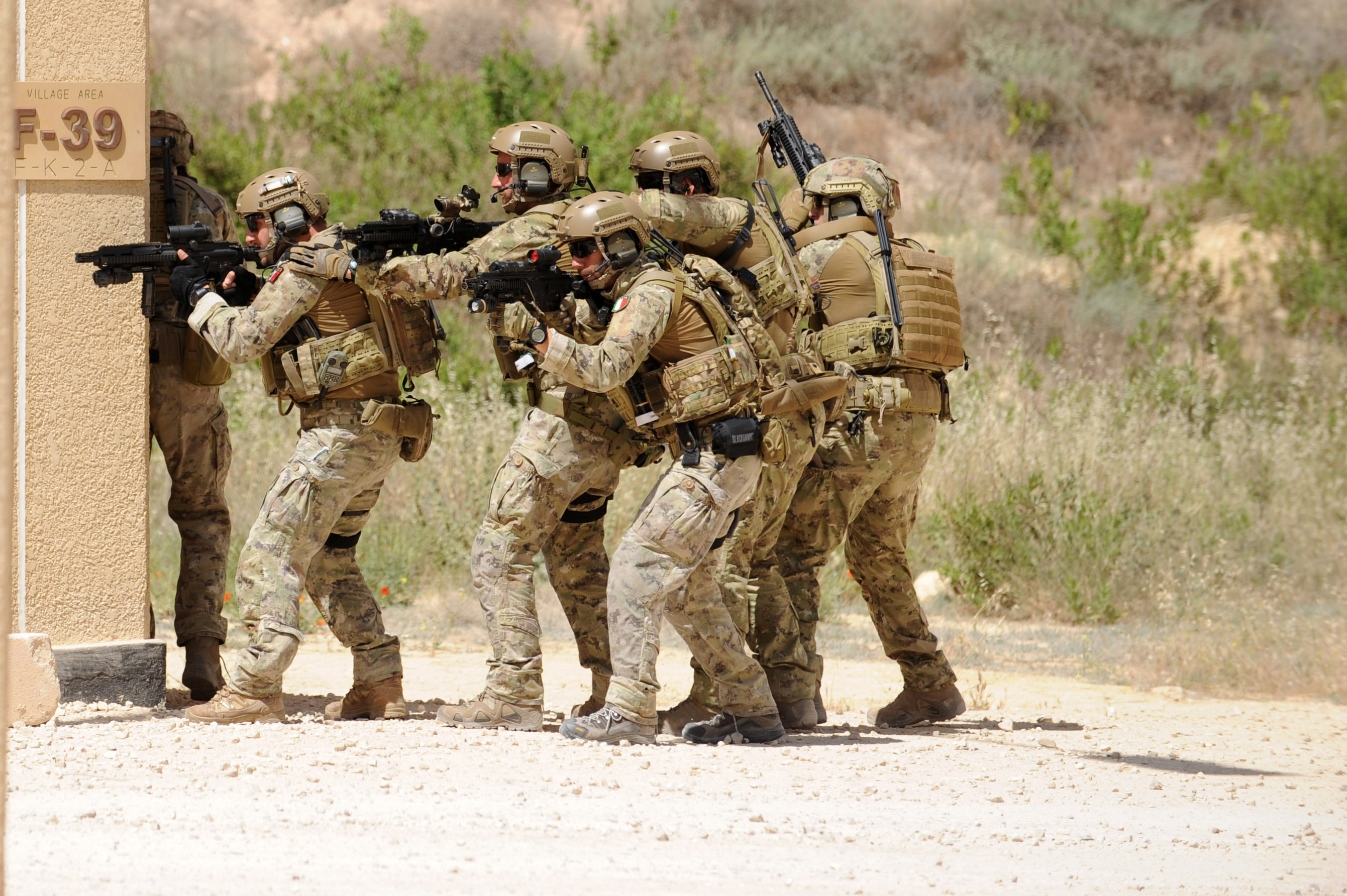
Team di Distaccamento Operativo in esercitazione

Ed anche i profili di missione specifiche degli Incursori AM, capacità denominate ''SOALI'' (Special Operations Air to Land Integration):
- Assault Zone Operations e Landing Strip Activation (rientra nelle Assault Zone Ops)
- Airfield Seizure (operazioni di conquista di aeroporti) Combat Controller Teams (CCT)
- Joint Terminal Attack Controller (JTAC)
- Non-Conventional Assisted Recovery (NAR)
- Suppression Enemy Air Power (SEAP/SEAD) (forze speciali in operazioni congiunte con forze aeree, terrestri e navali per eliminare la difesa antiaerea come sperimentato nella Guerra in Iraq ad esempio, più recentemente in Russia con l'Operazione Ragnatela e in Iran con la "Rising Lion".)[24]
- Long Range/Oceanic Combat Search & Rescue (CSAR di interesse strategico)
- La predisposizione di Assault Zone Survey Operations, in ambienti semi-permissivi o non permissivi attraverso l'impiego di Combat Controller Team (CCT) costituiti da incursori qualificati Air Traffic Operator (ATO) e Combat Weather Operator (CWO) al fine di garantire al Comando interforze per le Operazioni delle Forze Speciali (COFS) la massima operatività e versatilità nella scelta delle varie componenti di Forze Speciali a disposizione.

L'Aeronautica Militare italiana conduce missioni di ricognizione e sorveglianza aerea per monitorare lo spazio aereo e raccogliere informazioni critiche per la sicurezza nazionale. Utilizza velivoli avanzati, veicoli aerei senza pilota (UAV) e sistemi satellitari dotati di sofisticati sensori per la guerra elettronica, l'intelligenza dei segnali (SIGINT) e l'analisi delle immagini. A complemento di queste capacità, il 17º Stormo Incursori, l'unità delle forze speciali dell'Aeronautica Militare, è specializzato nella conduzione di operazioni dietro le linee nemiche per garantire informazioni vitali ed effettuare attacchi di precisione. La loro esperienza nelle operazioni speciali aviotrasportate e nella raccolta di informazioni rafforza ulteriormente la capacità dell'Aeronautica Militare di valutare le minacce e prendere decisioni strategiche in più ambiti.
"La 1ª Brigata Aerea operazioni Speciali (BAOS): nel corso del 2022, ha fornito in prontezza, ridotta fino a 7 giorni, il framework dello Special Operation Air Task Group (SOATG) inserito nell'ambito dello Special Operation Component Command (SOCC) italiano previsto quale Nato Response Force 2022 (NRF22). Per quanto riguarda il 17º Stormo Incursori si è provveduto a definire ed aggiornare tutte le normative attuali concernenti la figura del Combat Controller e in generale la dottrina Special Operation Air to Land Integration (SOALI). Contestualmente, è stato protratto il processo di consolidamento della capacità di inserzione ad alta quota con l'ausilio dell'ossigeno, testando procedure e materiali di recente approvvigionamento. Nell'arco di tutto il 2022 il 17º Stormo Incursori ha garantito in prontezza n. 1 Special Operation Task Unit per l'esigenza NRF22 ed un distaccamento operativo in prontezza a 72h per i piani di contingenza, pur continuando a supportare le operazioni previste in OFCN".

### Missioni operative
Il 17º Stormo Incursori ha preso parte a numerose missioni sia in Italia sia all'estero.
Il RIAM infatti, riconfigurato nel 17º Stormo Incursori, riceve la Bandiera di Guerra il 30 marzo 2009 e viene decorato, con medaglia d'argento e medaglia d'oro al valore aeronautico per le operazioni condotte in Afghanistan. A cinque Incursori del 17º Stormo, che si sono distinti per coraggio e per la particolare perizia con le quali hanno saputo fronteggiare, nella specifica circostanza, situazioni inedite e altamente pericolose è stata conferita la medaglia d’argento al valore aeronautico. Le nuove capacità acquisite consentono agli Incursori AM di essere inseriti nell'ambito delle missioni internazionali come quelle in Iraq dal 5 gennaio 2006 (Antica Babilonia), Chad, Mali, Somalia (Operazione Tortuga per il contrasto della pirateria marittima), Libia (Unified Protector) e le recenti missioni in Afghanistan nell'ambito dell'operazione Sarissa che li ha visti impegnati in attività di "mentoring" a favore delle Forze Speciali del Paese asiatico. In Italia invece, l'Unità è coinvolta in tutte le attività che caratterizzano le Forze Speciali Italiane. Grazie alle sue capacità e competenze, è infatti considerata non solo la migliore unità Aeronautica del Paese, ma anche fra le migliori a livello NATO.
Dal 2007, l'unità è stata schierata in Afghanistan (Distaccamento Operativo Incursori "Icaro 10" e "Icaro 30") e faceva parte della Task Force 45. La Task Force 45 comprendeva varie unità delle forze speciali italiane ed era collegata alla Forza internazionale di assistenza alla sicurezza (ISAF) Solo fra il 2007 e il 2012 ha partecipato almeno a dieci operazioni speciali, ricevendo la Croce Commemorativa per le benemerenze acquisite durante la partecipazione alle operazioni di concorso al mantenimento della sicurezza internazionale nell’ambito delle operazioni militari in Afghanistan (Decreto Ministeriale del 15 gennaio 2003) e Medaglia NATO Non Articolo 5 per il Servizio con la NATO in relazione all’Operazione ISAF (ACO Allied Command Operation Directive – AD nº 40-8 del 15 maggio 2007).
In base alla disponibilità del personale, la TF-45 fu articolata su tre componenti:
- Il Comando a Herat, insieme alla componente logistica.
- Task Group Alpha con sede a Herat composto per metà da personale del Nono, mentre l’altra metà era formata da elementi del GOI, dei GIS e del 17° stormo dell’Aeronautica Militare.
- Task Group Bravo, con sede a Farah, interamente composto da incursori del Nono.

Allorquando la missione ISAF fu estesa a tutto l’Afghanistan - suddividendo il territorio in Regional Commands - Italiani e Britannici crearono un Comando delle Forze Speciali congiunto: il SOCCE (Special Operations Command and Control Element - che poi evolverà in Special Operations Component Command) che all’inizio era composto dalla Task Force 42 (britannica) e dalla Task Force 45 (italiana). Tutte le operazioni speciali condotte in teatro erano concepite, pianificate e condotte da tale Comando, a cui l’Italia ha dato origine, poi evoluto nel Nato Special Operations Command, inglobando le Forze Speciali anche americane e di molte altre nazioni. Alle dipendenze di questo Comando si trovavano le Task Forces di Forze Speciali che non dipendevano in alcun modo dai Regional Commands che, invece, conducevano la battaglia convenzionale.
Il 17º Stormo Incursori è stato coinvolto principalmente in due operazioni: Sarissa e Aspis. Entrambe le missioni miravano a sostenere e addestrare le truppe afghane, fornendo anche assistenza nelle operazioni di mantenimento della pace.
Nel 2011, l'unità italiana si è unita all'operazione Unified Protector guidata dalla NATO in Libia. La missione mirava a far rispettare le risoluzioni del Consiglio di sicurezza delle Nazioni Unite numeri 1970 e 1973 relative alla guerra civile libica. Nel corso di questa operazione, il 17º Stormo Incursori ha preso parte ai compiti di Ground Laser Target Designator e Joint Tactical Air Controller.
La Task Force 44 "Centuria", unità di Forze Speciali interforze, rappresenta al momento il più grande impiego di forze speciali italiane in teatro operativo estero. Costruita sul modello della Tf45, impiegata in Afghanistan, sebbene con finalità differenti, opera nell'ambito della missione italiana in Iraq, istituita per contrastare le unità del Daesh. Per le attività operative, la TF44 si assicura il fabbisogno informativo tramite una cellula intelligence per il supporto alle operazioni speciali, composta da operatori del Centro Intelligence Interforze, unico reparto della Difesa, preposto alle attività d'intelligence di natura tecnico/operativa a supporto generale delle unità sul campo.
Nell'ambito dell'Operazione Inherent Resolve (denominazione nazionale Prima Parthica) 2017-2019 in Iraq unità del 16º Stormo "Fucilieri dell'Aria" e del 17º Stormo "Incursori" sono state impegnate in compiti di Training, Advice & Assist a favore delle Forze Speciali irachene e in attività di ricognizione mediante l'uso di UAV.
Le Forze Speciali delle Forze armate hanno concluso positivamente la missione denominata Flintlock 2019 e svolta in Mauritania. La JSOTU (Joint Special Operation Task Unit) inviata in missione era costituita da Incursori delle 4 Forze Armate: 9° Reggimento Col Moschin dell’Esercito Italiano; GOI (Gruppo Operativo Incursori) della Marina Militare; 17° Stormo Incursori dell’Aeronautica Militare e GIS (Gruppo Intervento Speciale) dell’Arma dei Carabinieri). La Task Organization su Atar ha visto in campo unità delle Forze Speciali di Mauritania, Ciad e Capo Verde. Le Forze Speciali italiane sono state, altresì, inquadrate all’interno di uno Special Operation Task Group insieme alle paritetiche componenti di USA e Spagna. I nostri Incursori hanno addestrato lo Special Antiterrorism Group chadiano e il 2° Batallion Commando Parachute mauritano.
Nel 2021-22 il 17º Stormo Incursori è stato schierato anche in Mali insieme a diverse unità delle forze speciali italiane e ha preso parte alla Task Force Takuba nell'ambito della European Union Training Mission del Mali. Il dispiegamento delle forze italiane a Takuba è iniziato nel marzo 2021 raggiungendo la CIO (capacità operativa iniziale) prima di settembre. Avevano sede a Gao e Menaka e svolgevano principalmente compiti di ricognizione e MEDEVAC. Questo è essenziale per Takuba per essere indipendente dall'Operazione Barkhane. Insieme alle truppe italiane sono schierati otto elicotteri. Di cui quattro da trasporto e gli altri d'attacco AW129 Mangusta. Il limite di ingaggio è stato aumentato, da 200 a 250 soldati e da 20 a 44 veicoli per il periodo 2021-2022. Ciò significa che sul terreno furono presenti in media 150 soldati.
La spesa stimata per la missione è di 49 milioni di euro. Costando, al mese, 1,2 milioni di euro per il personale e 1,4 milioni di euro per i costi operativi. Inoltre, le spese di investimento e di implementazione ammontano a 23 milioni di euro.

### Organizzazione
In un “sistema” operazioni speciali efficace ed efficiente, per ogni incursore devono essere dedicati dai 3 ai 6 militari che lavorano per lui in termini di comando e controllo, logistica, intelligence, supporto tattico, supporto di volo e di controllo dello spazio aereo, supporto spaziale, supporto delle trasmissioni, di guerra elettronica e cyberwarfare, supporto di proiezione ecc. Lo Stormo è organizzato secondo la seguente struttura:
- Ufficio Comando
  - Vice Comandante
  - Cifra
  - Servizio Locale Prevenzione e Protezione
  - Sezione Promozione Umana Sociale e Sport
- Ufficio Operazioni
- Servizio Amministrativo
- Infermeria di Corpo

- Gruppo Operativo - 150-200 elementi divisi in quattro squadriglie, a loro volta suddivise in D.O. distaccamenti operativi di 8-12 Incursori ciascuno (baschi color sabbia), senza contare la compagnia S.T.O.S, Supporto tattico Operazioni Speciali, "pararescue jumper" (baschi marrone) specializzata in Personnel Recovery-Combat SAR. Il Gruppo Operativo è comandato da un maggiore o tenente colonnello, che si avvale di una Segreteria e di una Sezione Operazioni che si occupano della pianificazione delle attività addestrative, delle missioni e delle esercitazioni. Dal Gruppo dipendono le quattro squadriglie Incursori poste ciascuna agli ordini di un capitano, ognuna delle quali raggruppa un certo numero di militari. Del Gruppo Operativo faceva originariamente parte anche una compagnia STOS/Pararescue (con compiti quali la cinturazione dell’obiettivo, il controllo ed isolamento delle vie di accesso, il sostegno di fuoco e la presa in consegna di personale catturato o di ostaggi liberati), unità recentemente trasferita presso il 9° Stormo di Grazzanise, ma sempre inquadrata nella 1^Brigata Aerea ''Operazioni Speciali''.

- Gruppo Addestramento - soccorritori e incursori - articolato in quattro sezioni: Addestramento incursori, Aviolancio, Sopravvivenza e Disattivazione ordigni esplosivi (EOR/EOD), quest'ultima sezione organizza anche corsi di specializzazione sulla manutenzione delle armi. Questa sezione è dotata di veicoli robotizzati teleguidati, tra cui spicca l'MK8 Plus, che permettono di intervenire direttamente sulla minaccia Improvised Explosive Device (IED) lasciando il team Improvised Explosive Device Disposal (IEDD) a distanza di sicurezza. È munita anche di armi di precisione (Barrett M82/A1 e il PSG-1), utilizzate in alcune tecniche di disattivazione nel campo della lotta agli ordigni sia convenzionali sia improvvisati[27]. Il Gruppo Addestramento, dal 2012, con centinaia di allievi dell'Agenzia delle Nazioni Unite Programma alimentare mondiale gestisce il corso SSAFE (Safe and Secure Approaches to Field Environments). Il WFP è la più grande organizzazione umanitaria al mondo impegnata nell'assistenza alimentare per combattere la fame, e svolge numerosi interventi in aree ostili e di crisi. Nelle emergenze, l'Agenzia interviene trasportando generi di prima necessità e presta soccorso alle vittime di guerre, conflitti civili e disastri naturali in tutto il globo. Cessata l'emergenza, il personale volontario lavora quotidianamente a sostegno delle persone e delle comunità in cui vivono. Visto l'impegno svolto in tali contesti, l'Organizzazione ha da tempo stretto un accordo con l'Aeronautica Militare per lo svolgimento del predetto corso che ha come obiettivo la formazione del personale destinato a operare in territori semi-permissivi, non permissivi e sottoposti a potenziale minaccia terroristica[28].

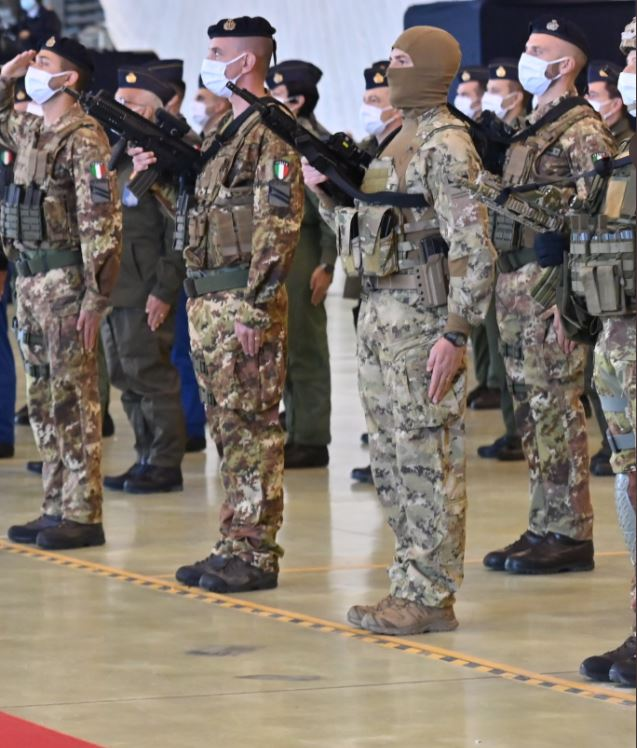
Incursore AM (volto coperto da passamontagna) vicino a Fucilieri del 16° Stormo (baschi blu scuro, AM)

- Gruppo Servizi di Supporto; organismo attraverso il quale si esercitano le attribuzioni in materia logistica in generale e di approntamento, in particolare. Assicura l'efficienza e i supporti tecnici, logistici, dei sistemi d'arma, degli apparati, degli equipaggiamenti, dei mezzi, delle infrastrutture, dei beni e servizi in dotazione allo Stormo.
- Compagnia Protezione delle Forze.

## Formazione degli operatori

Distintivo del Gruppo addestramento. Nel dopoguerra il “Jolly” - simbolo sull'idrovolante CANT Z.506 denominato “Jolly” di sede a Vigna di Valle ed a disposizione del capo del S.I.M., utilizzato per il trasporto del prigioniero Benito Mussolini il 28/08/1943 - servì nel Soccorso Aereo con l’84º Gruppo, diventando il velivolo “personale” del Comandante del Gruppo. Il “Jolly” fu successivamente demolito a Vigna di Valle e lo sportello di accesso fu trovato e conservato dal T.Col. Franco Papò, artefice della creazione, nel 1967, degli Aerosoccorritori e del Centro di Sopravvivenza ed Aerosoccorso di Furbara. Il “Jolly” è stato quindi ripreso in forma originale come distintivo del Reparto, per specificare che gli Aerosoccorritori sono pronti a tutto per salvare vite umane, e sono molto lontani dall’essere politicamente schierati..

L'accesso alla specialità Incursori avviene per concorso interno all'Aeronautica Militare. Dal 12 dicembre 2017 sono aperte le domande per partecipare al reclutamento nell'Aeronautica Militare in ferma prefissata di un anno (VFP1). Per la prima volta, in quell'anno, il concorso previde l'individuazione di 35 posti da destinare al settore d'impiego "Incursori"; le Forze Speciali dell'Aeronautica Militare. Dopo la preselezione all'idoneità fisica e gli accertamenti psico-fisici e attitudinali e alle prove di efficienza fisica, (quattordici test atletici e un colloquio motivazionale) si accede, se idonei, al tirocinio di selezione della durata di due settimane. Il brevetto da Incursore è stato istituito con il Decreto Ministeriale del 2 maggio 1984 che ne tratteggia l’essenza “interforze”. Vi sono inoltre una nutrita serie di leggi che associano al possesso di tale brevetto (la cui caratterizzazione è comune per tutte le Forze Armate per gli incursori) la corresponsione di una indennità. Tali reparti sono particolarmente costosi ed onerosi, gli individui che ne fanno parte necessitano di un lungo e dedicato periodo di formazione, di costante addestramento e di strutture, guarnigioni e aree addestrative particolari e dedicate che svolgano anche la funzione di tutela garantendo loro isolamento, riservatezza e discrezione. Sono dotate ed equipaggiate con lo stato dell’arte degli strumenti bellici e degli armamenti disponibili e, per questo, necessitano di costante, impegnativa e gravosa attenzione, anche finanziaria.

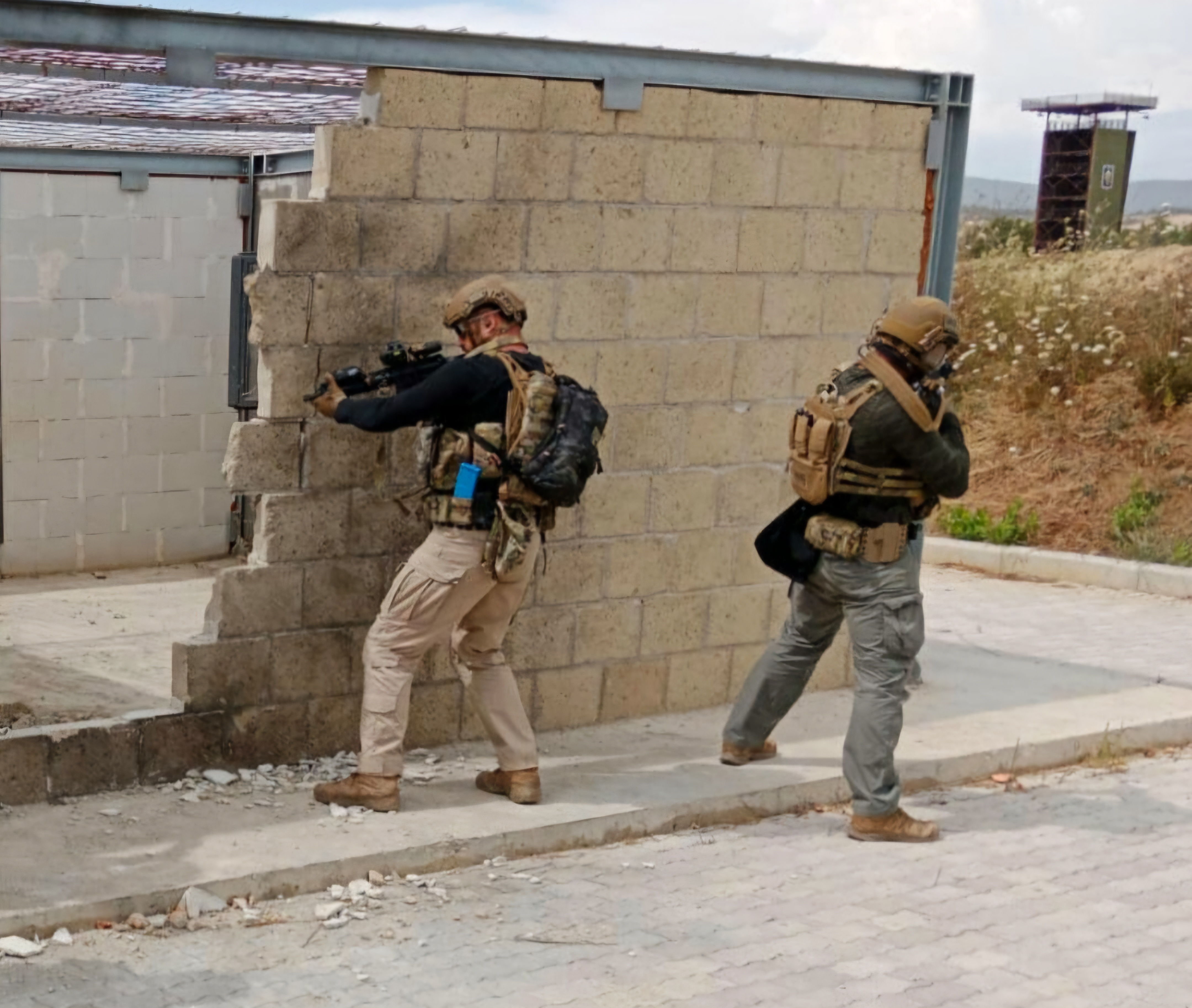
Operatori in addestramento Advanced CQB, dopo aver creato una breccia utilizzando esplosivi.

### Corso operatore basico
L'iter selettivo e formativo è svolto in gran parte dal Gruppo Addestramento del 17º Stormo. Il percorso è modulare e prevede diverse fasi, tutte selettive. Il primo step da superare è il Corso Forze per Operazioni Speciali dell'Aeronautica Militare (FOSAM), una fase iniziale per allievi Incursori e allievi Operatori STOS/Pararescue che ha durata prevista di circa 9-10 mesi al completamento della quale si acquisisce la prima "qualifica", quella di Operatore STOS/Pararescue. A questo punto il percorso si divide in due direttrici; tutti gli STOS che avranno superato il corso FOSAM, collocati utilmente nella graduatoria di merito, potranno proseguire l'iter di specializzazione accedendo al corso BIAM per la successiva acquisizione del Brevetto di Incursore dell'Aeronautica Militare:
- il personale Ufficiale, Sottufficiale, Graduato e Volontario di Truppa che aspira a entrare a far parte del ComOS–AM, può acquisire la qualifica di "Operatore Supporto Tattico alle Operazioni Speciali" (STOS/Pararescue);
- oppure il brevetto di "Incursore", al termine di uno specifico iter selettivo e formativo.

Della durata, rispettivamente, di circa 9 e 14 mesi, a seguito del quale si è assunti in forza al 17º Stormo Incursori.
Gli istruttori che curano tale fase, in servizio al GA (Gruppo Addestramento) provengono:
- da personale Soccorritore e Aerosoccorritore, impiegato per le attività legate all'addestramento alla sopravvivenza nei vari ambienti (marino, montano, desertico ed ostile);
- da personale Incursore con qualifica di Istruttore (brevettato al 9° Col Moschin), volto ad addestrare e preparare i giovani allievi;
- da personale, Incursore e non, specializzato nel settore EOR (riconoscimento di ordigni esplosivi), EOD (disinnesco di ordigni esplosivi) e IEDD (disinnesco di dispositivi esplosivi improvvisati).

Si effettuano una serie di corsi: di paracadutismo, formazione teorico pratica sulla topografia, sulle trasmissioni, sul Basic Life Support, approfondimenti su armi e tiro (diurno e notturno) e pianificazioni delle operazioni militari, sopravvivenza, evasione e fuga, resistenza agli interrogatori, Operatore Radio e Trasmissioni per Forze Speciali, maneggio esplosivi, procedure tecnico tattiche per Forze speciali, aerocooperazione per FS, tecniche di mobilità e combattimento in montagna, della ricognizione speciale e delle procedure HUMINT (Human Intelligence) di raccolta informazioni.

### Brevettarsi Incursore A.M.
Per divenire Incursori AM invece si prosegue con il Corso per Brevetto di Incursore dell'Aeronautica Militare (BI-AM), una fase specialistica finalizzata al completamento della formazione degli allievi Incursori AM che ha durata prevista di quattro mesi, al termine della quale si acquisisce il Brevetto di Incursore. Suddivisa in sei moduli: topografico (orientamento e navigazione terrestre), combattimento (addestramento individuale e di squadra), modulo Sefri (Sopravvivenza, Evasione, Fuga e Resistenza all’Interrogatorio) che dura tre settimane, esplosivi (maneggio, sabotaggio, demolizione), modulo CQB (Close Quarter Combat e combattimento a mani nude), supporto operazioni aeree. Terminato il corso Biam l’allievo ottiene il brevetto di incursore Am e procede con le specializzazioni di tipo collettivo (lancio in caduta libera, Haho, Halo) e quelle individuali, come il Jtac (Joint Terminal Attack Controller), sniper, combat medic e breacher. Acquisito il brevetto, si termina l'iter con la prontezza al Combattimento per Forze Speciali (PC-FS), fase volta a completare l'addestramento degli Incursori AM e renderli prontamente impiegabili (c.d. Combat Readiness). Tale fase ha durata prevista di sei mesi e al termine della stessa l'Incursore è pronto per essere impiegato in OFCN (Operazioni militari fuori dai confini nazionali) dopo un periodo totale di formazione di quasi due anni. In media, rispetto agli allievi che iniziano l'iter formativo, soltanto il 12-15% consegue il brevetto.

### Corsi di perfezionamento e specialità
Si possono effettuare quindi anche corsi di perfezionamento e quelli della specialità prescelta. Un Distaccamento operativo infatti ha al suo interno: un Combat Medic, un Breacher: artificiere disattivatore EOD-IEDD, un SFJTAC Special Forces Joint Terminal Attack Controller, e uno o due tiratori scelti.
- Corso subacqueo, della durata di 12 settimane, presso il COMSUBIN di Varignano (La Spezia), per apprendere a operare con sicurezza nell'ambiente marino, con un approfondimento delle tecniche di nuoto operativo di superficie e subacqueo, e per conseguire l'abilitazione all'uso degli apparati subacquei A.R.O. (Auto Respiratore a Ossigeno) e A.R.A. (Auto Respiratore ad Aria).
- Corso di perfezionamento alpinistico e sciistico, presso il CEALP (Centro Addestramento Alpino) di Aosta, per l'approfondimento delle tecniche alpinistiche e per l'apprendimento della capacità d'agire in ambienti artici e d'alta montagna, ed elevare il grado di mobilità operativa in condizioni particolarmente impegnative e in presenza di un avversario addestrato a operare in montagna. Il succedersi dei corsi può portare all'ottenimento delle qualifiche di istruttore o istruttore militare scelto di sci e di combattimento in montagna.
- Corso avanzato di paracadutismo, della durata di 3-4 settimane, per l'apprendimento delle tecniche per lanci ad alta quota (di 7 000-11 000 metri) con ossigeno ad apertura a quote basse – HALO (High Altitude Low Opening) o con apertura ad alta quota e navigazione sotto vela – HAHO (High Altitude High Opening).
- Controllore del fuoco per operazioni speciali (CF/OS) che porta alla definitiva qualifica di SFJTAC (Special Forces Joint Terminal Attack Controller).
- Corso tiratore scelto, tenuto presso l'International Special Training Center-Sniper Branch di Pfullendorf, per l'abilitazione al corretto utilizzo dei numerosi fucili di precisione in dotazione.
- Corso Combat Medic. A livello nazionale gli Incursori destinati a questo settore conseguono la qualifica/brevetto di Soccorritore militare presso l'Istituto di Perfezionamento e Addestramento in Medicina Aeronautica e Spaziale (IPAMAS) di Roma, "Special Operations Combat Medics (SOCM) Course", presso l'ISTC di Pfullendorf e/o il corso per l'ottenimento del MOS "18D – Special Operations Combat Medic" presso il JFKSWTSC di Fort Bragg. Il Combat Medic è un incursore che, all'interno del Distaccamento Operativo o della Squadriglia di cui fa parte, ha il compito di prestare il primo soccorso al compagno ferito, in condizioni ambientali proibitive e sotto la minaccia del fuoco nemico, fino al raggiungimento di un posto medico avanzato o all'evacuazione aeromedica. Si segnala, in proposito, che con l'articolo 51, commi 8-ter e 8-quater del D.L. 50/2022, è stata istituita la qualifica - o meglio il brevetto vista la base legislativa e non semplicemente amministrativa - del Soccorritore militare per le Forze speciali. A garantire il riconoscimento del brevetto di Soccorritore militare delle Forze Speciali all'operatore che ha frequentato il corso Nato Special Operations Combat Medic (NSOCOM) o un corso equivalente, nella forma e nella sostanza, affinché si creino le giuste condizioni di eccellenza per proiettare i nostri operatori delle Forze speciali agli stessi livelli di sicurezza dei nostri alleati. Il Corso, della durata di quattro settimane, è rivolto alla formazione della figura del Soccorritore militare, personale al di fuori delle categorie di medico o infermiere, e che è autorizzato a operare esclusivamente nelle aree operative all'estero o su mezzi aerei o navali al di fuori degli spazi aerei e delle acque territoriali nazionali, in contesti operativi nei quali non esista immediata disponibilità di personale sanitario. I partecipanti al corso apprendono nozioni teoriche e pratiche relative alle attività di primo soccorso (Basic Life Support and Defibrillation – BLSD). Il corso include esercitazioni con materiale sanitario in dotazione e prevede la familiarizzazione con operazioni quali l'inoculamento di farmaci per via intramuscolo, l'inserimento di ago cannula per la somministrazione di liquidi in caso di emorragie, nonché il bendaggio, lo steccaggio e il trasporto su tavola spinale del ferito traumatizzato. Oltre ad approfondimenti di anatomia e di fisiologia umana, il personale istruttore illustra le tecniche di riconoscimento e di realizzazione delle operazioni di primo soccorso.
- Corso EOD (operatore bonifica ordigni esplosivi) e Corso IEDD (operatore bonifica ordigni esplosivi improvvisati), da frequentare presso il Centro Addestramento EOD della Scuola del genio dell'Esercito Italiano.
- Corso scorte e protezione ravvicinata di personalità, tenuto presso il GIS.
- Esercitazioni comuni con il 321st Special Tactics Squadron (321st STS), ovvero un'unità terrestre di commando attiva, all'interno del 752d Special Operations Group (752 SOG), parte del 352nd Special Operations Wing, United States Air Force, United States European Command, che ha sede presso la base aerea RAF Mildenhall. Nonché, in Giordania - dove le Forze Speciali italiane dispongono di un hub tecnico-logistico - , con il 23rd Special Tactics Squadron (23rd STS), inquadrato nel 24th Special Operations Wing (24 SOW).
- Il King Abdullah Special Operations Training Centre, noto come KASOTC - hub addestrativo delle forze speciali e del 17° Stormo, nei pressi di Amman - si estende su 25 chilometri quadrati e dispone di 200 milioni di dollari di edifici e attrezzature ad alta tecnologia per l'addestramento in operazioni speciali, guerra irregolare e procedure antiterrorismo; fa parte di un'impresa aziendale tra la Giordania e gli Stati Uniti per addestrare e sviluppare le capacità delle forze amiche. È un think tank e un laboratorio per le moderne operazioni militari, secondo il materiale promozionale del centro. KASOTC è dotato di un sistema tecnologico avanzato che fornisce agli utenti esplosioni dal vivo ed effetti sonori di battaglia che si aggiungono all'ambiente realistico del campo di battaglia.  Una rete in fibra ottica funge da centro nevralgico che si collega alla gamma di poligoni. Il sito web del centro addestramentro KASOTC descrive 45 corsi di specializzazione[30].

### Qualifica STOS-Pararescue
Per divenire STOS si prosegue con la Prontezza al Combattimento per Forze per Operazioni Speciali (PCFOS). Tale fase, volta a completare l'addestramento degli Operatori STOS e renderli prontamente impiegabili (c.d. Combat Readiness) ha durata prevista di circa tre mesi. Al completamento l'Operatore STOS è pronto per essere impiegato in Operazioni Fuori dai Confini Nazionali (OFCN). Il successivo corso formativo per diventare operatore STOS-Pararescue dura indicativamente 46 settimane. Superata la prima fase che consiste nel Corso di Combattimento Basico dell'Aeronautica Militare (COBAM) della durata di 5 mesi, qualora ritenuti idonei in tutte le fasi valutative, gli aspiranti STOS accederanno al corso Pararescue, il corso specialistico finalizzato al completamento della formazione. In questa fase, supportati da esperti di settori tra cui personale dei Vigili del Fuoco, i frequentatori si cimenteranno in attività quali il Combat SAR, l'esperto manovratore corde, corsi di sopravvivenza, tecniche di primo soccorso avanzate, supporto alle operazioni aeree con utilizzo del verricello, corso SERE (Survival, Evasion, Resistance and Extraction), modulo di estricazione. Gli Operatori STOS, Forze per Operazioni Speciali (FOS) altamente specializzate nel primo soccorso tattico avanzato, ovvero "Pararescue Jumper" (PJ), sono in grado di operare in qualsiasi ambiente e in qualsiasi contesto operativo, anche in presenza di minaccia elevata di natura ibrida e/o asimmetrica. La qualifica di Operatore STOS si acquisisce dopo aver superato il corso Forze per Operazioni Speciali AM (FOS-AM). La compagnia Supporto Tattico alle Operazioni Speciali (S.T.O.S.), prima inquadrata nel 17º Stormo Incursori e poi nel 9° Stormo, è la componente terrestre che svolge le funzioni di Extraction Forces (E.F.) nelle operazioni di P.R./C.S.A.R. e supporta le operazioni speciali condotte dal personale incursore.

## Supporto aereo alle Operazioni Speciali
L'Aeronautica è in grado di erogare pacchetti capacitivi trasportabili e sostenibili e sotto il profilo logistico è in grado di aviolanciare rifornimenti; si tratta di uno strumento estremamente flessibile e versatile per la gestione di conflitti asimmetrici e questo per fornire un assetto credibile in teatro. Inoltre assicura il Personnel Recovery (infiltrazione/esfiltrazione); in altre parole per l'operatività delle forze speciali è necessario fare ricorso costante e sistematico ad assetti aerei che consentano un'elevata mobilità, partecipando attivamente sia alla fase di un eventuale supporto sia a quella di combattimento. La 1ª BAOS (Brigata aerea Operazioni Speciali) assicura la specializzazione e l'addestramento delle Forze Speciali (Incursori), delle Forze di Supporto Aereo alle Operazioni Speciali (S.A.O.S.) e per le attività di Personnel Recovery, garantendo il costante aggiornamento delle procedure, la standardizzazione e l'integrazione dell'attività addestrativa, nonché l'efficienza dei sistemi d'arma e dei mezzi necessari esprimendo le capacità necessarie a predisporre una struttura di uno Special Operation Air Task Group (S.O.A.T.G.) altamente specializzato, versatile e con alti livelli di prontezza operativa per esercitazioni e operazioni sia a livello di Forza Armata sia in ambito interforze e internazionale.
Le caratteristiche del potere aereo sono quelle di costituire generalmente una entry force nei nuovi teatri operativi con effetti a livello strategico, tattico e operativo. Per questo coacervo di esigenze si vuole perseguire l'obiettivo di formare un'unità di volo dedicata, specificatamente formata e addestrata che sia in grado di supportare le forze speciali sia in termini di partecipazione attiva sia in termini di supporto. Le Forze per operazioni speciali (SOF) della NATO sono unità militari d'élite progettate per intraprendere missioni di sicurezza complesse e dinamiche in un ambiente strategico in evoluzione. Esse integrano le capacità terrestri, aeree, marittime, informatiche e spaziali della NATO e sono componenti essenziali delle operazioni multi-dominio, in particolare in situazioni che richiedono operazioni clandestine (e potenzialmente ad alto rischio). Le Forze per le operazioni speciali supportano i tre compiti principali dell'Alleanza: deterrenza e difesa, prevenzione e gestione delle crisi e sicurezza cooperativa.
Si vuole arrivare alla trasformazione dell'attuale Brigata Aerea Operazioni Speciali (BAOS) in un organismo dedicato interamente a questo tipo di operazioni e che risponda agli elementi dottrinari nazionali e NATO (Multi-Domain Task Force, Mdtf e Nato New Model Force). Altro obiettivo è quello di avere al suo interno tutti gli elementi capacitivi necessari (terrestri, aerei e cyber-elettronici) per generare una task force completa e dispiegabile in tempi rapidissimi. Già attualmente è in atto tale processo.
La capacità su ala rotante per il Supporto Aereo alle Operazioni Speciali (S.A.O.S) è assicurata dal 21º Gruppo "Tiger" del 9º Stormo con 15 "Caesar" HH-101A (TIER-2). Il 9º Stormo di Grazzanise, e gli Incursori del 17º Stormo di Furbara, sono i Reparti che operano in sinergia sotto l'egida della 1ª Brigata Aerea Operazioni Speciali.
L'armamento del Caesar è costituito da tre machine-gun a sei canne rotanti, tipo M134 Minigun da 7,62 mm (versione D-H), che sono montate una per lato e la terza in rampa. Da notare che l'arma posteriore non è fissata sulla rampa ma appesa alla volta della carlinga, in prossimità del trave di coda, e può essere stivata all'interno del trave stesso per consentire l'imbarco di carichi ingombranti (ad esempio gommoni zodiac, ATV/quad o veicoli tattici 4x4 sotto le 4 tonnellate) senza doverla smontare. L'elicottero dispone di tre attacchi per il fast-rope, uno per lato e uno in rampa, e di un verricello elettrico Breeze Eastern HS 29900, con oltre 88 m di cavo utile per effettuare il recupero per un carico massimo di 272 kg (con sistema ROC Reactive Overload Clutch di sicurezza per improvvisi carichi superiori al limite massimo). È inoltre possibile montare un verricello di backup nel caso di un guasto al verricello principale. Il Caesar è dotato di sistemi di auto protezione e sensoristica allo stato dell'arte, dispone di radar GABBIANO T-20 e sistema di assistenza alla navigazione e rilevamento ostacoli anti-collisione LOAM (Laser Obstacle Avoidance and Monitoring). L'autoprotezione consiste in un sistema integrato denominato IEWS(v) 12 che racchiude in un unico dispositivo tutte le funzioni di intercettazione, classificazione, riconoscimento ed erogazione delle contromisure ottimali per contrastare minacce multiple con sistemi passivi e contromisure attive; altrettanto ricca è la dotazione della suite per comunicazioni.
Su ala fissa, inoltre, la 46ª Aerobrigata di Pisa fornisce dal 2015 tre aeromobili denominati MC 27J Praetorian, per missioni SAOS, equipaggiati con un cannone da 30 mm (GAU-23/A Mk44 Bushmaster II) posizionato in corrispondenza del portellone laterale di carico. L'arma, insieme al munizionamento e al sistema di controllo e direzione del tiro, è collocata su pallet amovibile, completato da sistemi di missione, apparati C3ISR (Command, Control, Communication, Intelligence, Surveillance and Reconnaissance) sistemi di supporto/ingaggio al fuoco, supporto aria-suolo, apparati di comunicazione e data link. La conversione da velivolo da trasporto a cannoniera volante leggera può essere effettuata in tempi relativamente brevi (circa due ore). C'è anche la possibilità di utilizzare il Praetorian come vettore CAS (Close Air Support). Infatti a prua dell'aereo si trova il cupolino con camera termica e sistema laser per la designazione dei bersagli (Wescam MX-15Di electro-optical turret), grazie a un rack posizionato sulla rampa posteriore, è possibile sganciare bombe. Inoltre, due piloni sub-alari consentono il trasporto di missili a guida laser, come gli AGM-176 Griffin. Sono inoltre previsti dispenser di loitering munitions(probabilmente UVision Hero-120) collocati nel vano di carico e/o GBU-39 SDB agganciate ai due piloni alari. Entro il 2030, in tre fasi programmate e finanziate dal Parlamento italiano, l'intera flotta dei C-27J del 98º Gruppo (12 velivoli), i "Lupi" dipendenti dalla 46ª Aerobrigata di Pisa, sarà ammodernata e implementata allo stato dell'arte nelle due versioni Praetorian e Jedi (Jamming and Electronic Defense Insrumentation) (guerra elettronica):
"Con riferimento alle finalità del programma lo Stato Maggiore della Difesa fa presente che essa risiede nel potenziamento delle capacità espresse nel settore del Comando e Controllo avioportato e del Battle Management dell'Aeronautica Militare attraverso l'aggiornamento in tre fasi di un velivolo ad ala fissa multiruolo, in configurazione Special Air Operations (SAO), che garantisca sia la capacità di trasporto aereo/mobilità strategica, sia lo sviluppo di funzionalità abilitanti aggiuntive nei settori C4ISTAR, COMINT ingaggio cinetico e protezione, da attestare sulla base aerea di Pisa per le sinergie con assetti trasporto ivi operativi. Ciò in progressiva realizzazione della flotta prevista dalla Pianificazione Generale Interforze, così come necessaria a garantire adeguata capacità di rischieramento in Teatri Operativi a supporto delle Operazioni Speciali."
Con l'entrata in servizio del sistema Praetorian, l'Aeronautica Militare italiana diventa la seconda forza aerea al mondo - e la prima in Europa - a utilizzare le cannoniere volanti (l'USAF statunitense utilizza cannoniere volanti da decenni, avendo cominciato con i AC-47D per arrivare alle ultime versioni del Lockheed AC-130).
Il 15 dicembre 2023 Armaero (Direzione Generale degli Armamenti Aeronautici) ha firmato il contratto per un importante aggiornamento della suite di Electronic Warfare per la flotta dei C-27J Spartan in dotazione all'Aeronautica Militare, da portare alla versione C-27J Next Generation. Il contratto si inserisce, infatti, in un'ampia attività di retrofit del velivolo, formalizzata tra il fornitore e Armaereo alla fine del 2022. L'aggiornamento migliora la flessibilità e l'operatività del velivolo, assicurandone l'impiego in molteplici scenari. L'accordo prevede l'aggiornamento del velivolo caposerie, ma in seguito potrà essere esteso agli altri undici velivoli della flotta. Questa attività si inserisce nella già solida collaborazione nel campo dell'Electronic Warfare, rafforzata da un accordo più ampio firmato a marzo 2023 per le piattaforme C-27J e  ATR 72. A seguito di una profonda analisi tecnica e tecnologica guidata dall'Aeronautica, a bordo del C-27J sono stati selezionati il sistema ESM (Communication Electromagnetic Supporting Measures) e il sistema DIRCM (Directional Infrared Counter Measures). Tali sistemi rappresentano componenti core delle competenze di ELT Group, e costituiscono i building block per architetture anche molto più complesse (ad es. la soluzione SIGINT), già impiegate da molte piattaforme operative sia in Italia sia all'estero.
Il C-27J "Next Generation" è stato progettato appositamente per soddisfare gli stringenti requisiti del Sistema di Controllo del Traffico Aereo di nuova generazione e include: collegamento FANS 1/A+ (Future Air Navigation System); sistema di prevenzione delle collisioni: Traffic Control Avoidance System (TCAS) 7.1; sistema di atterraggio strumentale: Instrumental Landing System (ILS) di Seconda Categoria e miglioramenti al sistema Enhanced Video Terrain Awareness and Warning System (TAWS). L'Identification Friend or Foe (IFF) si aggiorna al Mode 5, implementando anche l'ADS-B e lato "navigazione" arriva il Tactical VNAV (Vertical Navigation, per approccio GPS all'atterraggio). Le migliorie raggiungono anche la cabina di pilotaggio con cinque nuove unità display multiuso a colori, un doppio sistema di gestione del volo ridondante, una coppia di sistemi di direzione del volo con pilota automatico digitale, con funzionalità di accelerazione automatica e una suite di comunicazione completa. Incrementate altresì anche le capacità di comunicazione via radio e via satellite, il tutto coadiuvato da un nuovo sistema di intercomunicazione. Con il radar AESA Osprey 50 raggiunge capacità di sorveglianza multimodale e multidominio superiori, per fornire una copertura a 360°, evitando l'angolo morto nella parte posteriore, causato dalla fusoliera, come con il radar Seaspray 7500EV2 ".

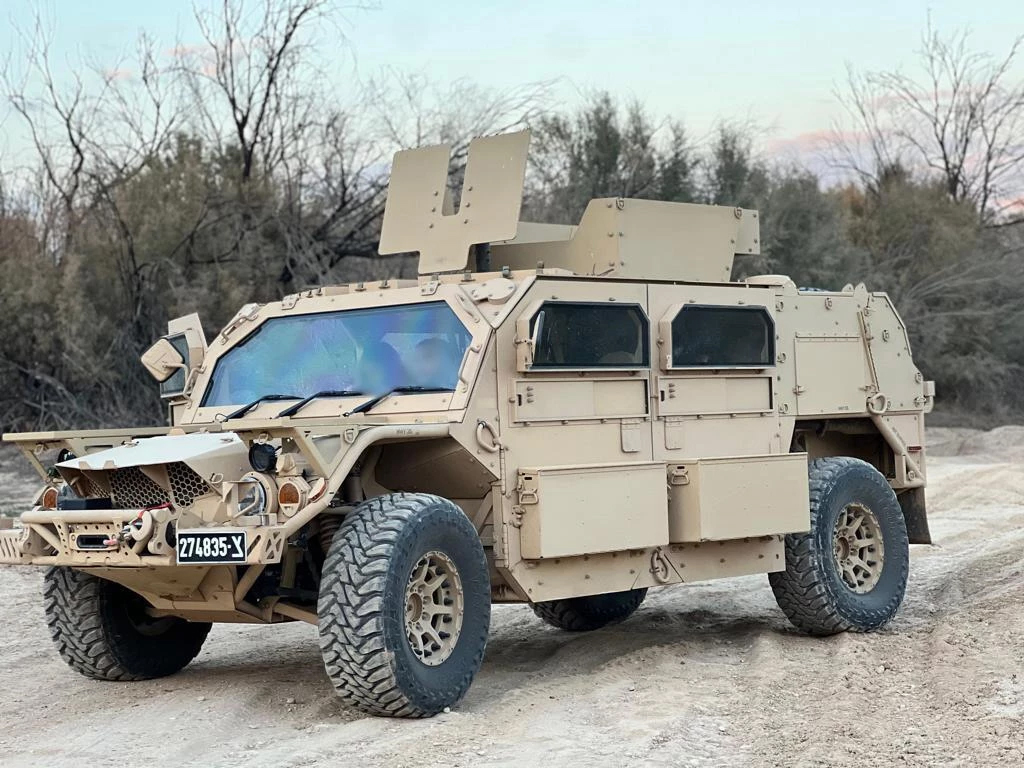
Mezzi tattici aviolanciabili, eli/avio trasportabili: Ground Mobility Vehicle (GMV) "Flyer" 72 in dotazione al 17º stormo. Questi veicoli sono idonei a proiettare e concentrare nuclei di forze speciali e paracadutisti in tempi brevissimi e con ridotto preavviso a distanze strategiche dalle sedi stanziali, anche in aree di operazione non raggiungibili da altre tipologie di forze, garantendo, in tale quadro, una capacità nazionale di proiezione dalla terza dimensione.

L‘illuminazione a LED impreziosisce l'interno del velivolo rendendo più sicure le operazioni a bordo. Le precedenti componenti di avionica sono state riprogettate con i nuovi elementi dalla Divisione Elettronica di Leonardo. Grandi novità riguardano anche le prestazioni della macchina grazie all'adozione di "winglet" all'estremità delle ali che migliorano le performance di atterraggio e decollo da piste corte Short Take Off or Landing (STOL) e in condizioni ambientali estreme (tra l'altro, aumentando di una tonnellata la portata massima al decollo). La presenza dell'Auxiliary Power Unit (APU) consente al C-27J di riavviare i motori in volo e di rendere la piattaforma indipendente dal punto di vista logistico nel caso di rischieramento in aeroporti remoti o non attrezzati".

### YEC-27J JEDI e il supporto elettromagnetico
Dopo il primo volo del 25 aprile 2014, del prototipo Jedi, sono stati realizzati in totale tre esemplari della versione per guerra elettronica dell'aereo del 98º gruppo di volo. L'YEC-27J JEDI (Jamming and Electronic Defense Instrumentation) dell'Aeronautica Militare è la variante da guerra elettronica del velivolo da trasporto C-27J Spartan. L'YEC-27J J.E.D.I. è un bimotore turbo con avionica di ultima generazione, con quadri di comando completamente digitali e capacità di volo notturno, ed è dotato di apparati di autoprotezione all'avanguardia.
Questo velivolo è inquadrato nel nucleo Albatros del comando italiano in Iraq. Una squadra composta da personale del ReSTOGE, soprannominato i "Corvi", e dai "Lupi" del 98º Gruppo Volo che supervisiona l'intera flotta dei C-27J dell'Aeronautica Militare Italiana nell'aeroporto di Pisa. Il Task Group Albatros si è trasferito a Erbil dal Kuwait, dove aveva inizialmente sede, nel dicembre 2017. Nel gennaio 2021 ha raggiunto il traguardo delle 5 000 ore di volo, partendo dal 10 agosto 2016, in supporto all'Operazione "Inherent Resolve" in Iraq, equivalenti a circa 210 giorni di copertura dei cieli, con oltre 1 000 missioni anti-terrorismo.
Il velivolo ha compiti di sorveglianza, protezione e supporto ad ampio spettro per il contrasto della minaccia elettromagnetica, concorrendo anche alla lotta contro gli ordigni esplosivi improvvisati (disturbo dei telecomandi di esplosione) e i sistemi aeromobili a pilotaggio remoto (disturbo dei comandi di navigazione dei droni). L'aereo è dotato di un sistema JEDI interno accoppiato con un'antenna di coda per disturbare le bande di frequenza utilizzate per azionare a distanza IED e UAV, al fine di neutralizzarli e proteggere così il personale a terra, attorno alle aree di interesse. Opera inoltre in supporto alle operazioni di recupero del personale, per esfiltrazioni operative. L'YEC-27J ha un sistema brevettato dall'Aeronautica Militare Italiana, con apparati inseriti su pallet standard NATO che consentono di configurare il velivolo per la guerra elettronica con rapide operazioni di carico modulari. Si tratta di una piattaforma unica nel suo genere, le cui capacità sono apprezzate dalla Coalizione, anche considerando che il velivolo italiano è l'unico non statunitense specializzato per l'assolvimento di missioni di supporto e protezione elettronica. L'impiego ha esordito con l'Operazione "I.S.A.F." in Afghanistan e, considerati i brillanti risultati conseguiti, è proseguito in supporto alle operazioni in Iraq.
Come già accennato, quando l'Aeronautica Militare ha divulgato i primi dettagli sul velivolo segreto nell'anno 2021 (la cui designazione ufficiale è YEC-27J in conformità con il MOD Mission Design Series italiano), almeno tre velivoli C-27J erano stati convertiti alla variante YEC-27J, di cui uno schierato a Erbil, in Iraq, per "Prima Parthica" (come è soprannominato a livello nazionale il contingente delle Forze Armate italiane che supporta l'operazione Inherent Resolve), istituita il 17 ottobre 2014. Il sistema JEDI è stato completamente progettato dal ReSTOGE (Reparto Supporto Tecnico Operativo Guerra Elettronica), con sede presso l'Aeroporto di Pratica di Mare. Questa unità ha il compito di compilare, aggiornare e gestire le librerie EW (Electronic Warfare) e di autoprotezione di tutti i velivoli dell'Aeronautica Militare Italiana. Nel dicembre 2014 è terminato l'impiego del YEC-27J in Afganistan. Il JEDI si è dimostrato uno strumento aereo fondamentale in tutte le operazioni, dato il suo essenziale supporto tattico e strategico, grazie al quale ha garantito una cornice di sicurezza nelle aree d'impiego, supportando le missioni ISAF attive su tutto il territorio afghano, senza soluzione di continuità da Jalalabad a Herat e da Kandahar a Murghab.
"Tra i tanti compiti del Jedi ce n'è anche uno molto particolare: unire alla guerra elettronica quella psicologica. Dall'aereo si può infilare una voce registrata nelle trasmissioni di una stazione radio dei talebani, sostituendo alle prediche dell'odio un messaggio di pace per la popolazione. Oppure entrare nella conversazione di un cecchino dell'Isis, con frasi che gli facciano capire di essere stato smascherato. Parole spesso più efficaci di qualsiasi arma".

### Formazione degli equipaggi di volo
Per essere ammessi agli equipaggi fissi di volo per operazioni speciali, occorre acquisire il relativo brevetto EVOS (Equipaggi di Volo per Operazioni Speciali). A questo si unisce l'obiettivo di addestrare gli equipaggi all'impiego delle tecniche di volo peculiari per operare in assoluta aderenza con le esigenze operative proprie delle Forze Speciali. Gli equipaggi di volo del 9º Stormo, che deve interagire strettamente con gli operatori del 17°, debbono superare presso il Gruppo Addestramento di Furbara il corso Basico per le Operazioni Speciali dell’Aeronautica Militare (BOSAM). Tale formazione è destinata a piloti, specialisti e mitraglieri di bordo che già abbiano frequentato i moduli di sopravvivenza in mare ed in montagna previsti per il personale navigante. Delle 9 settimane totali 4 sono dedicate ai temi del movimento tattico e combattimento (elementi basici di topografia, tattiche di pattuglia, armi e tiro e reazioni automatiche immediate), mentre altre due sono costituite dal modulo SERE-C. Il corso EVOS, della durata di nove settimane, è diviso in tre moduli:
Modulo Ground: acquisizione di tecniche e procedure di combattimento individuale e di pattuglia che consentano di sopravvivere e muovere in maniera occulta, esaltando l'integrazione tra gli equipaggi di volo e le forze speciali; questa impegnativa fase si sviluppa affrontando situazioni critiche in ambienti naturali per lo più impervi, consolidando le tecniche di tiro e acquisendo quelle di evasione e resistenza agli interrogatori. 
Modulo Pianificazione Integrata: base capacitiva di pianificazione integrata e congiunta ai distaccamenti operativi delle forze speciali secondo gli standard interforze e NATO.
Modulo di Volo: acquisizione delle tecniche, tattiche e procedure di volo fondamentali per il supporto efficace alle forze speciali in tutti gli ambienti naturali di riferimento.

### Estensione del range operativo (Long Extended Range NighteFARP)
Il supporto aereo alle operazioni speciali del 17º stormo può estendersi a lungo raggio.  Il 9º Stormo di Grazzanise, dipendente dalla 1ª Brigata Aerea Operazioni Speciali dell'Aeronautica Militare, ha effettuato diverse dimostrazioni della capacità Extended Range Night simulando la proiezione rapida a oltre 350 miglia nautiche di un distaccamento di incursori. L'attività si è svolta in esercitazioni con elicotteri HH-101A dalla base aerea di Grazzanise fino all'aeroporto militare dell'isola di Pantelleria per poi rientrare a Grazzanise, senza scali tecnici intermedi, con un record di quasi sette ore di volo, effettuando in totale quattro rifornimenti in volo notturni con l'ausilio di un velivolo tanker KC -130J della 46ª Brigata Aerea. Tale risultato è stato possibile grazie alla capacità Extended Range degli elicotteri HH-101A che consente di effettuare la procedura Helicopter Air to Air Refuelling (HAAR), ossia il rifornimento di carburante in volo. L'elevato livello di addestramento raggiunto dagli equipaggi di volo del 9º Stormo e l'efficace sinergia con gli equipaggi della 46ª Brigata Aerea hanno consentito di svolgere i rifornimenti di notte in presenza di forte vento..
L'intera attività è stata seguita da un aeromobile a pilotaggio remoto Predator MQ-9A del 32º Stormo che ha ritrasmesso a terra il Full Motion Video dell'evento in tempo reale. L'eccellente riuscita della dimostrazione ha confermato la capacità dell'Aeronautica Militare, e in particolare del 9º Stormo, di operare a lunga distanza in maniera rapida e tempestiva il sistema d'arma HH-101A, senza scali tecnici intermedi, attraverso il rifornimento in volo notturno fornito dalla 46ª Brigata Aerea. Tale capacità, esprimibile da poche forze aeree al mondo, è frutto di un'intensa e efficace integrazione tra i vari assetti aerei e la catena di comando che operano in supporto al Comparto Operazioni Speciali (ComOS) dell'Aeronautica Militare..
Alcune delle capacità pregiate che consentono di estendere il "braccio operativo" dell'Aeronautica Militare, si realizzano con l'aviolancio di speciali contenitori di carburante avio: un ulteriore sviluppo del FARP (Forward Arming and Refuelling Point), una capacità peculiare in ambito Difesa che – in aggiunta alla possibilità di rifornimento in volo – permette un elevato livello di efficacia nella condotta di Operazioni Speciali, Personnel Recovery, Search and Rescue (SAR) e in soccorso alla popolazione civile, garantendo la disponibilità di carburante anche in zone isolate e in contesti logisticamente complessi o non permissivi. Per FARP si intende la creazione di un punto di armamento e rifornimento avanzato rispetto alla base di partenza. Si tratta di un termine NATO per un'area in cui gli aerei (tipicamente elicotteri) possono essere riforniti e riarmati a una distanza più prossima alla loro area operativa, rispetto alla loro base principale. Questa distanza ridotta consente tempi di risposta più rapidi durante le operazioni prolungate. Il personale del 3º Stormo - dipendente dal Servizio dei Supporti del Comando Logistico - opera nell’ambito della capacità FARP/ALARP (Forward Arming Refuelling Point / Air Landed Aircraft Refuelling Point) che rende possibili operazioni di hot refuelling, ovvero il rifornimento di elicotteri con motore acceso e rotore “ingaggiato”, anche in territorio ostile, assicurando la proiezione di capacità logistiche aeroportuali, autonome, integrate e scalabili, sia sul territorio nazionale sia fuori dai confini nazionali.
La possibilità di aviolanciare, oltre agli assetti, anche i relativi operatori, abbinata alla recente Capacità Aviorifornimento Logistico Materiali Aeronautici (CALMA), ovvero il lancio di materiale direttamente da velivolo a favore delle truppe a terra, consente all'Aeronautica Militare di esprimere il potere aerospaziale con maggiore efficacia ed un ulteriore incremento del raggio di penetrazione in territori difficili. Le FARP sono in genere strutture temporanee e transitorie, in particolare se il confine dell'area di battaglia è altamente mobile o se esiste una forte minaccia da parte di aerei o artiglieria nemici.

### ISR e Network-centric warfare
Il potere aereo esprime la sua massima efficacia nel settore ISR, ossia nella sorveglianza e ricognizione; nelle CAS quando interviene per contrastare azioni di fuoco diretto (in particolare quando in condizioni di inferiorità); e nel settore del trasporto aereo tattico per muovere rapidamente le forze (in particolare i reparti speciali) laddove si presenta la necessità. La capacità ISR è decisamente tra le più richieste e in questo settore l'UAV gioca un ruolo di grande valenza operativa. L'UAV, sfruttando le sue peculiari capacità quali la persistenza, la bassissima osservabilità (alle normali quote di lavoro è difficilmente visibile a occhio nudo e udibile da terra), l'alta definizione delle immagini, riesce a individuare con sempre maggior frequenza nei vari teatri operativi dove viene impiegato, attività di sabotaggio in corso, rifugi dei terroristi, depositi di armi e di IED, Surgical MOUT (Military Operations on Urbanized Terrain) ecc. All'insaputa del sorvegliato è in grado di seguire una persona per chilometri, osservare dove si rifugia e con chi si incontra. Grazie all'armamento è in grado di colpire di giorno e di notte obiettivi anche posti in zone inaccessibili o particolarmente pericolose per le forze di superficie. Può guidare con grande efficacia l'azione delle forze speciali, trasmettendo su un monitor portatile (laptop) le immagini del numero, della posizione e di quanto stanno facendo gli avversari. Infine, attraverso il controllo preventivo di itinerari stradali, consente ai convogli di muoversi con maggior sicurezza. Le Forze Speciali italiane, e quindi il 17º Stormo, per scopi di difesa in teatro operativo, sono dotate di loitering munition Hero-30 prodotte dall'israeliana UVision. Lo Stato Maggiore della Difesa ha espresso la necessità, urgente, di dotare le Forze Speciali Tier 1, dispiegate in contesti operativi, di strumenti che consentano loro di proteggersi quando la neutralizzazione della minaccia nemica comporta un "certo rischio fisico". Questi sistemi, secondo SMD, garantiscono un aumento dei parametri di Force Protection fornendo inoltre una elevata e costante Situational awareness (SA). La finalità di questo programma è quindi "garantire l'autodifesa delle unità di Forze Speciali isolate in teatri operativi".

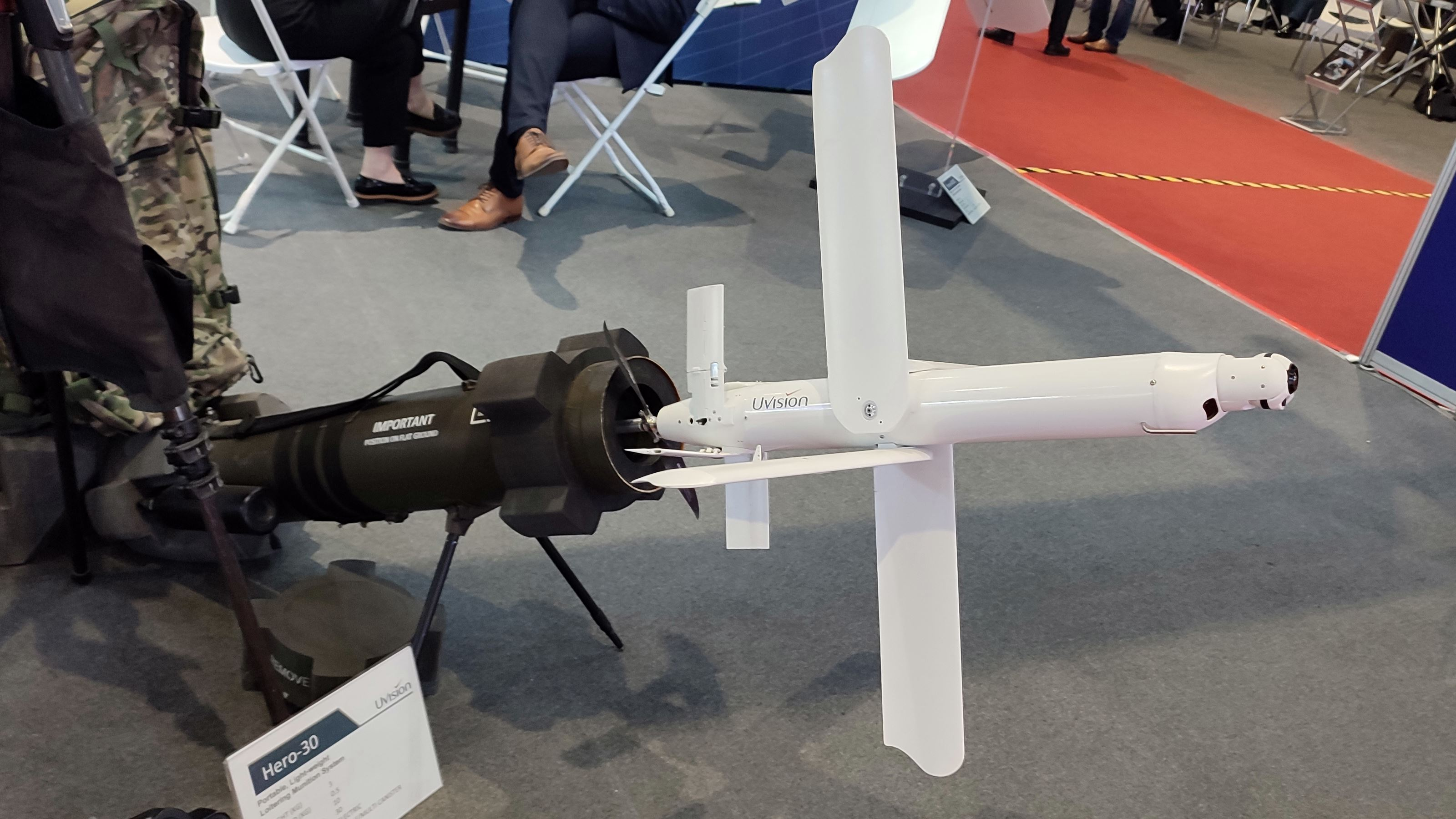
Il piccolo drone kamikaze Uvision Hero 30 in dotazione agli Incursori del 17º Stormo

La Difesa ha dunque scelto di affidarsi all'Hero 30 della UVision costituito da un tubo all'interno del quale è contenuto un drone azionato e controllato da un solo uomo. La versione originale ha un peso di circa 3 kg, un'autonomia dai 5 ai 40 km e un'autonomia di volo di 40 minuti. Può raggiungere una velocità fino a 100 nodi. Il sistema è propulso da un motore elettrico spingente.
Lo sviluppo di questa arma, in situazioni dinamiche particolarmente complesse, consente di fornire alle forze speciali che operano sul terreno, uno strumento capace di collegare in tempo reale l'identificazione dell'obiettivo (targeting) con l'impiego dell'armamento di precisione. Senza dubbio questo rappresenta uno degli aspetti dottrinali e capacitivi di maggior rilievo degli ultimi conflitti, il cosiddetto requisito "net-centric" attraverso il quale è possibile distribuire le informazioni in "rete" a beneficio di un più efficace controllo centralizzato ed esecuzione decentralizzata. Grazie a queste nuove tecnologie il ciclo tra la pianificazione della missione e l'esecuzione della stessa viene drasticamente compresso.

## Armamento individuale
L’equipaggiamento costituisce un fattore unico con l’operatore. Infatti la capacità di condurre missioni al limite dell’impossibile è conferita dall’estrema preparazione e professionalità degli individui, sviluppate in sinergica armonia con lo stato dell’arte degli equipaggiamenti e delle dotazioni. Sovente le unità sono direttamente connesse con realtà industriali all’avanguardia che producono, coperte da un alveo di segretezza e ricercando e sperimentando in sinergia con gli Incursori, gli equipaggiamenti che dovranno impiegare le unità non convenzionali. Spesso gli equipaggiamenti sono idonei solo ad alcuni ambienti, a specifiche situazioni tattiche operative e a singole tipologie di missione e gli operatori ne devono quindi disporre in quantità e varietà proporzionali alla loro flessibilità e duttilità d’impiego.
| Nome                            | Calibro                                                           | Tipo                                                                                         | Nazionalità |
| ------------------------------- | ----------------------------------------------------------------- | -------------------------------------------------------------------------------------------- | ----------- |
| Beretta 92                      | 9 × 19 mm Parabellum                                              | pistola semiautomatica                                                                       | Italia      |
| Beretta PX4 Storm-D             | 9 × 19mm                                                          | pistola semiautomatica                                                                       | Italia      |
| Glock 17                        | 9 × 19 mm Parabellum                                              | pistola semiautomatica                                                                       | Austria     |
| Heckler & Koch MP5 A3/SD3/Kurtz | 9X19mm                                                            | pistola mitragliatrice                                                                       | Germania    |
| Heckler & Koch MP7              | 4,6 × 30 mm                                                       | pistola mitragliatrice/PDW                                                                   | Germania    |
| FN P90                          | 5,7 × 28 mm                                                       | pistola mitragliatrice/PDW                                                                   | Belgio      |
| FN Five-seveN                   | 5,7 × 28 mm                                                       | pistola semiautomatica                                                                       | Belgio      |
| Maxim Defense PDX               | .300 Blackout                                                     | pistola mitragliatrice/PDW                                                                   | Stati Uniti |
| Bushmaster M4                   | 5,56 × 45 mm NATO                                                 | fucile d'assalto                                                                             | Stati Uniti |
| Beretta ARX 160A2               | 5,56X45mm                                                         | fucile d'assalto                                                                             | Italia      |
| Bushmaster XM-15S2              | 5,56X45mm                                                         | fucile d'assalto                                                                             | Stati Uniti |
| Heckler & Koch HK416            | 5,56 × 45 mm NATO                                                 | fucile d'assalto                                                                             | Germania    |
| Heckler & Koch HK417            | 7,62 × 51 mm NATO                                                 | fucile da battaglia 1-1,5 Km sniper                                                          | Germania    |
| Heckler & Koch G36 C/K          | 5,56 × 45 mm NATO                                                 | fucile d'assalto Compact con visore notturno di terza generazione Hensold NSA-80             | Germania    |
| IWI ARAD                        | 5,56X45mm / .300 Blackout or 7,62 × 35 mm NATO                    | fucile d'assalto multi calibro variante canna da 241 mm con silenziatore d'acciaio e titanio | Israele     |
| Beretta SCP 70/90               | 5,56 × 45 mm NATO                                                 | fucile d'assalto                                                                             | Italia      |
| RM-Equipement M203a1            | 40X46mm                                                           | Lancia Granate a colpo singolo                                                               | Stati Uniti |
| Armscore/Milkor MGL-140         | 40X51mm                                                           | Lancia granate a tamburo                                                                     | Stati Uniti |
| Benelli Supernova               | cal.12                                                            | fucile a pompa a canna liscia semiautomatico                                                 | Italia      |
| Benelli M4 Super 90             | 12                                                                | fucile a canna liscia semiautomatico                                                         | Italia      |
| Beretta RS202                   | 12                                                                | fucile a pompa                                                                               | Italia      |
| Sako TRG-42                     | 8,6x70 mm (.338 Lapua Magnum) ottica Schmidt & Bender PM-2 da 12x | fucile di precisione tiro utile a 2000 metri                                                 | Finlandia   |
| Kinight's Armament SR-25 (Mk11) | 7,62 × 51 mm NATO                                                 | fucile di precisione semiautomatico tiro utile a 800m                                        | Stati Uniti |
| Heckler & Koch G3SG1            | 7,62X51mm NATO                                                    | fucile di precisione semiautomatico                                                          | Germania    |
| Heckler & Koch PSG1             | 7,62X51mm NATO                                                    | fucile di precisione semiautomatico                                                          | Germania    |
| Sako SSR mk3                    | 7,62X51mm NATO                                                    | fucile di precisione ad otturatore rotante                                                   | Finlandia   |
| Accuracy International AW       | 7,62 x 51 mm NATO                                                 | fucile di precisione                                                                         | Regno Unito |
| Accuracy International AXMC     | .338 Lapua Magnum 8,6x70 mm                                       | fucile di precisione                                                                         | Regno Unito |
| Accuracy International AW50     | 12,7 x 99 mm NATO                                                 | fucile di precisione                                                                         | Regno Unito |
| Victrix Scorpio T               | .338 Lapua Magnum                                                 | carabina di precisione                                                                       | Italia      |
| Victrix Tormentum               | .408 Chey Tac 10,4x77 mm                                          | carabina di precisione                                                                       | Italia      |
| Victrix Corvo                   | .50 BMG                                                           | fucile anti-materiali                                                                        | Italia      |
| BCM Extreme MAAR                | .408 Cheyenne Tactical 10,4x77 mm                                 | fucile di precisione                                                                         | Italia      |
| PGM Hécate II                   | 12,7 × 99 mm NATO ottica Nightforce 20x                           | fucile di precisione anti-materiale                                                          | Francia     |
| Barrett M107                    | 12,7 × 99 mm NATO Long Range Sniper Rifle ottica 20x Leupold      | fucile di precisione anti-materiale 2,6 Km                                                   | Stati Uniti |
| Swiss Arms SAN 511              | 12,7 × 99 mm NATO                                                 | fucile di precisione anti-materiale 1,85 Km                                                  | Svizzera    |
| IWI Negev 7 Ulmg SF             | 7,62X51mm NATO                                                    | mitragliatrice ultraleggera                                                                  | Israele     |

Armi di squadra e di supporto:
| Nome                           | Calibro              | Tipo                                                                                           | Nazionalità |
| ------------------------------ | -------------------- | ---------------------------------------------------------------------------------------------- | ----------- |
| Beretta MG42/59                | 7,62X51mm            | Mitragliatrice media                                                                           | Italia      |
| FN Minimi                      | 5,56x45 mm NATO      | Mitragliatrice leggera                                                                         | Belgio      |
| FN Minimi Mk3                  | 7,62x51 mm NATO      | Mitragliatrice leggera                                                                         | Belgio      |
| Browning M2                    | 12,7 x 99 mm NATO    | Mitragliatrice pesante                                                                         | Stati Uniti |
| Heckler & Koch GMG             | 40 x 53 mm           | Lanciagranate automatico                                                                       | Germania    |
| M72A12 LAW Nammo ASM RC        | 42 mm                | Lanciarazzi antimateriali                                                                      | Norvegia    |
| Rafael SPIKE MR/LR/ER          | 130mm MR/LE 170mm ER | missili anticarro                                                                              | Israele     |
| Hero 30 Loitering munition     | 140 mm               | Drone kamikaze                                                                                 | Israele     |
| Strix-DF Velivolo senza pilota | 3000 mm              | (UAV) Sorveglianza, pattugliamento, intelligence, acquisizione bersagli e ricognizione (ISTAR) | Italia      |
| L3 Technologies Rover 4        | 1320 mm              | (UAV) Ricezione e trasmissione dati e video (ISTAR)                                            | Stati Uniti |

Accessori armi :
| Nome                      | Tipo                                             | Nazionalità |
| ------------------------- | ------------------------------------------------ | ----------- |
| Trijicon ACOG             | Mirino telescopico 4X32                          | Stati Uniti |
| Trijicon RMR              | Mirino a punto rosso compatto                    | Stati Uniti |
| Aimpoint CompM4s          | Mirino a punto rosso                             | Svezia      |
| Aimpoint Comp M2          | Mirino a punto rosso                             | Svezia      |
| Aimpoint T1               | Mirino a punto rosso compatto                    | Svezia      |
| Aimpoint 3XMAG            | Magnifier per ingrandimento X3                   | Svezia      |
| Raytheon Elcan SPECTRE DR | ottica ad ingrandimento variabile 1X-4X          | Canada      |
| EOTech EXPS3              | Mirino olografico                                | Stati Uniti |
| EOTech G33                | Magnifier per ingrandimento X3                   | Stati Uniti |
| Schmidt & Bender PM II    | Short dot 1-8X24mm                               | Germania    |
| Schmidt & Bender PM II    | Ottica 5-25X56mm                                 | Germania    |
| RUAG KAHLES 525i          | ottica 5-25X56mm                                 | Germania    |
| Insight M6X               | torcia tattica / puntatore laser per arma corta  | Stati Uniti |
| Insight An-peq14 LAM1100  | torcia/puntatore laser per arma corta            | Stati Uniti |
| Insight LA5 Peq ATPIAL    | puntatore/illuminatore laser                     | Stati Uniti |
| Insight AN/PEQ-15         | Puntatore/illuminatore Laser                     | Stati Uniti |
| Insight CNVD T3           | Termocamera per visione notturna                 | Stati Uniti |
| FLIR HISS                 | Termocamera per visione notturna                 | Stati Uniti |
| Thales SOPHIE             | Termocamera portatile/ localizzatore di bersagli | Francia     |